# Pietro Mascagni
Pietro Mascagni (Livorno, 1863. december 7.  – Róma, 1945. augusztus 2. ) olasz zeneszerző, karmester.
Zenetanulmányait szülővárosában kezdte, majd a milánói konzervatóriumba iratkozott be, de az előírt tanéveket nem járta végig, hanem vándortársulatokhoz szegődött mint karmester. Később Cerignolában telepedett le, ahol zongoratanító és a városi zenekar dirigense volt. Itt írta meg a Parasztbecsület című operáját, amellyel nemcsak a Sonzogno kiadóvállalat pályadíját nyerte el, hanem egy csapásra világhírnevet is szerzett. 1891-ben következő operája, a Fritz barátunk is kedvező fogadtatásban részesült. 1895–1902 között a pesarói Liceo Musicale Rossini, 1903-tól a római Scuola Nazionale di Musica vezetője volt. 1933-ban egy rövid időre elfogadta a római operaház főzeneigazgatói állását. A komponálást továbbra sem hagyta abba, bár a Parasztbecsület világhírével és elismertségével későbbi művei már nem tudtak lépést tartani. Az első világháborút követően az olasz szocialista munkásmozgalommal szimpatizált, ami kiváltotta az 1920-as évek elején hatalomra jutó Mussolini ellenszenvét. Rövid önkéntes bécsi emigráció után hazatért és kiegyezett a fasiszta hatalommal, így többek között kinevezték az újonnan alapított Olasz Akadémia tagjává. Élete utolsó éveit Rómában élte le.
Magyarországon először 1892-ben járt, hosszabb tanulmányutat tett, a cigányzenét is tanulmányozta. 1935 augusztusában a Szegedi Szabadtéri Játékokon vezényelte a Parasztbecsület három előadását.
Hírnevét megalapozó operái mellett operetteket is írt, de szerzett egyházzenei alkotásokat, szimfonikus és kamarazenei műveket, kantátákat, kórusműveket, valamint – életében többségükben kiadatlan – dalokat is. Parasztbecsület című operájával a verizmus úttörőjének számított, de a verista stílusként meghatározott szerkesztésmód és dallamvezetés véletlen, ösztönös ráérzés, mint tudatos útkeresés eredménye volt, műve elsöprő sikere után sem ismerte fel e kompozíciós technika jelentőségét, a műfaj egészének megújulásával kecsegtető voltát, ami azután mások – elsősorban Ruggero Leoncavallo, Francesco Cilea, Umberto Giordano, egyes műveit tekintve Giacomo Puccini és Franco Alfano – munkásságában testesedett ki igazán. Ő maga visszatért egy korábbi, döntően a romantika jegyeit hordozó irányzathoz (William Ratcliff), de kipróbálta magát a szimbolikus zenedráma (Iris), a szentimentális melodráma (Lodoletta) műfajában és az opera buffában is (Az álarcosok).

## Életpályája

### Gyermekkora
A toszkánai Mascagni család tagjai a 19. század végén kiskereskedők és kézművesek voltak, de felmenőik között számos illusztris személyiség is található, mint például Paolo Mascagni, neves 18. századi anatómus. A család nagy része San Miniatóban, egy elszegényedett kisvárosban lakott, félúton Firenze és Livorno között. 1850-ben Antonio Mascagni, Pietro nagyapja, Livornóba költözött, ahol saját pékműhelyt alapított. Két fia, Stefano és Domenico, vele tartott, de a család többi tagja San Miniatóban maradt. Tíz évvel később Domenico Mascagni egy fiatal livornói nőt vett feleségül, Emilia Rebuát, és megnyitotta saját pékségét egy Piazza delle Erbére nyíló bérházban. A család egy emeleti lakásba költözött be, a műhely fölé. Itt született meg 1863. december 7-én Pietro, a család második gyermeke. Nagyobbik testvére, Francesco egy évvel korábban, húga pedig egy évvel később született.
Az apa korán észrevette, hogy fiai közül Pietro inkább hajlamosabb a tanulásra, mint bátyja, és ezért úgy határozott, hogy Francescót teszi majd meg utódjául a pékség élére, Pietrónak pedig jogi karriert szánt. A 19. század végén Olaszországban egyre divatosabbnak számított az ügyvédi szakma, elsősorban azért, mert lehetőséget nyújtott állami hivatalokban való munkára, ami komoly nyugdíjjal kecsegtetett. Az egyetemi felvételihez szükséges volt tizenhárom évnyi előtanulmány: öt év általános iskola, öt év gimnázium (ginnasio) valamint három év líceum (liceo). Az ötödik osztály után elkért iskoláztatási díjak annyira magasak voltak, hogy ez a szintű oktatás csak nagyon kevesek számára volt lehetséges. Domenico Mascagni úgy döntött, hogy vállalja ezt az anyagi terhet, így fia tízévesen, öt évnyi általános iskola elvégeztével belépett a ginnasióba. Ekkor halt meg tuberkulózisban édesanyja, s ez jelentősen megváltoztatta Pietro életét, aki keménykezű apja elől, mindig anyjánál lelt vigasztalást. Egy évvel később, 1874-ben az apja beíratta a San Benedetto-templom zeneiskolájába, a Schola Cantorumba, ahol szolfézst és éneket tanult. Apja döntése azzal magyarázható, hogy hithű katolikusként így próbált az egyház kedvében járni. A gyermek hamarosan zongoraleckéket is vett Antonio Biaginitől, a helyi templom orgonistájától.
A fiatal Pietro tizenhárom évesen kezdett komolyabban foglalkozni a zenével. Érdeklődése hamarosan a frissen alapított új zenei intézet, az Istituto Musicale Livornese (később Istituto Luigi Cherubini) felé terelődött, ahol a fiatal zeneszerző, Alfredo Soffredini tanított. Noha Livornóban több zeneiskola is működött, ez az intézet volt az első, amely teljes körű zenei oktatást nyújtott, a zeneszerzéstől a zeneelméletig. Soffredini hamar felismerte a fiú tehetségét, és magánórákat is adott neki. Az apa először Soffredinitől értesült fia tehetségéről valamint arról, hogy Pietro a zenének szándékszik szentelni életét, nem pedig a jogtudományoknak. Az apa ezt természetesen hevesen ellenezte, tudva azt, hogy Olaszországban a zenészeknek (a kevés kivételtől eltekintve) nyomorúságos élete volt. Megtiltotta fiának, hogy a továbbiakban eljárjon Soffredini óráira, és amikor Pietro titokban mégis elszökött, szobafogságra ítélte. Soffredini ekkor felkereste Stefano nagybácsit, és a segítségét kérte. A nagybácsi, aki szintén tisztában volt a fiú zenei képességeivel, azonnal intézkedett: magához vette, színház- és koncertbérleteket vásárolt neki, így rövid időn belül megismerhette az olasz operairodalom nagy műveit, a Rigolettótól a sevillai borbélyig.
Hamarosan zeneszerzéssel is kezdett foglalkozni. Első művét 1878 júliusában írta Duolo eterno! (Örök bánat) címmel. Ezt apjának ajánlotta bocsánatkérése jeléül. Fiatalkorának legjelentősebb műve a c-moll szimfónia volt zenekarra és zongorára. Ezt 1879 decemberében, születésnapjának előestéjén mutatták be az intézetben. Fiatalkorában elsősorban egyházi zenét írt, mivel inkább erre volt kereslet. 1880-ban, egy sor egyházi mű után, megírta második, F-dúr szimfóniáját. Ezen a művén érezhetőek Mozart és Haydn zenéjének klasszikus elemei, de Schubert és Mendelssohn hatása is felfedezhető benne. Mascagni első szimfóniái a korai romantikus zeneszerzők klasszikus formáit követték.
Soffredini, látva tanítványának gyors fejlődését és különleges képességeit, úgy döntött, hogy megbízza egy kantáta megírásával. Az In filanda (A fonodában) szövegét maga készítette elő. Mascagni a művet 1880 decembere és 1881. január vége között írta meg. A bemutatóra február 18-án került sor, s a mű sikere azonnal híressé tette a városban. Soffredini tanácsára az ifjú Mascagni a művet Amilcare Ponchiellinek, a milánói zenekonzervatórium tanárának ajánlotta, remélve, hogy egykori professzora esetleg segít majd tehetséges tanítványán.
Mascagni Ponchielli meghívására, Soffredini társaságában, Milánóba utazott, ahol részt vett az 1881-es kereskedelmi kiállítás keretén belül rendezett zeneszerzői versenyen. Az In filanda dicséreteket kapott. Hazatérése után bemutatták F-dúr szimfóniáját, majd hozzálátott egy nagyobb hangvételű mű megírásához Schiller Örömódája alapján. Az Alla gioiát 1882. március 27-én mutatták be Florestano de Larderel gróf pénzügyi támogatásával. Noha a műnek egyes részei tényleg különlegesek és a fiatal Mascagni tehetségéről tesznek tanúságot, az oratórium összességében mégis meghaladta zeneszerzői képességeit. Ennek ellenére a livornói közönség kedvezően fogadta, többször is megismételték, majd Pisában is bemutatták. Április 14-én levelet kapott Ponchiellitől, aki meghívta a milánói zenekonzervatóriumba. Április 27-én indult útnak abban a reményben, hogy a lombardiai nagyvárosban, az olasz zenei élet fellegvárában, egy csapásra híres lesz.

### Milánói tanulmányok

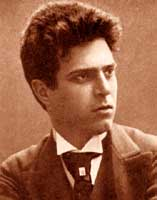
A fiatal Mascagni

A fiatal Mascagni milánói tartózkodását de Larderel gróf finanszírozta. Ebben az időben a lombard város volt az olasz zenei élet központja, itt éltek többek között Arrigo Boito, Amilcare Ponchielli, Antonio Bazzini és Michele Saladino, a kor legnevesebb olasz zeneszerzői, de gyakran tartózkodott a városban Giuseppe Verdi is. Ugyancsak a városban székelt a három legnagyobb zenekiadó: a Ricordi, a Sonzogno és a Lucca. A zenei élet központja a Teatro alla Scala valamint a neves konzervatórium volt. Ponchielli azért hívta Milánóba a tehetséges fiatalt, hogy a konzervatóriumban tanuljon tovább. Mascagni azonban úgy gondolta, hogy livornói tanulmányai messzemenően elégségesek ahhoz, hogy saját lábán megálljon és elindítsa a karrierjét. Célja az volt, hogy mint pályakezdő zeneszerzőt elismerjék. Úgy érezte, ezt csakis úgy valósíthatja meg, ha egy operát komponál, amihez csak egy jó szövegkönyvre volt szüksége. Ilyet azonban nem volt könnyű találni, ennek ellenére felvette a kapcsolatot a kiadókkal, megpróbált megbízásokat szerezni tőlük, de sikertelenül. Mindössze egy hét milánói tartózkodás után csalódottságáról írt haza Soffredininek. Itt-tartózkodása alatt rendszeresen eljárt operaelőadásokra, koncertekre és színházakba, de közelebbi kapcsolatba került Ponchiellivel is. Közben a komponálást sem hagyta abba. Két hét milánói tartózkodás alatt megírt egy nyitányt, majd dalokat, zongoraműveket is komponált. A milánói nyárnak szomorú esemény, bátyjának a halála vetett véget. Rövid livornói tartózkodás után ismét visszatért Milánóba, ezúttal már azért, hogy beiratkozzék a konzervatóriumba. Pénzügyileg ismét de Larderel gróf sietett a segítségére.
A konzervatóriumi lehetőségek azonban nem elégítették ki Mascagni vágyait, csupán egy volt a sok diák közül, tehetségét különösebben nem ismerték el. A konzervatórium mellett aktív társasági életet élt, részt vett az úgynevezett Scapigliatura mozgalomban, amely a bohém életmód propagálása mellett protoszocialista eszméket hirdetett. Elsősorban a francia dekadenciát, a művészetben pedig a német romantikát csodálták.
Az első konzervatóriumi évében ismerkedett meg Giacomo Puccinivel, aki két évvel volt idősebb nála. Fél évig egy közösen bérelt szobában laktak. Az így kialakult barátság egy életre szólt, de a kapcsolatuk a későbbiekben mégsem alakult felhőtlenül, viszálymentesen.
Egy váratlan lehetőség adódott a fiatal Mascagni számára, amikor kiírtak egy operaíró-versenyt. A pályamunkákat 1883. május 30-áig kellett leadni. Október 16-án jelezte szándékát, hogy szeretne versenyezni, de használható librettó híján úgy döntött, hogy saját In filanda kantátáját bővíti operává. Soffredini segített neki előkészíteni a szövegkönyvet, amelyet azonban megkésve, csak áprilisban kapott kézhez. Mascagni a Pinotta címet adta új művének a főhősnő után, akinek nevét tulajdonképpen szerelme, Giuseppina Acconci inspirálta. Mascagni nagy reményekkel tekintett a verseny elé, és noha a pénzjutalom is jelentős volt, őt mégis az elismertség vágya hajtotta. Az operát csak június 8-án, nyolc nap késéssel fejezte be. A késedelemnek több oka volt: vizsgáira kellett készülnie, de számos zenei esemény is volt a városban, amelyeken úgy érezte, részt kell vennie, és nem utolsósorban egy ismeretlen betegsége, amely hetekig ágyhoz láncolta. A bírálóbizottság hosszas vita után úgy döntött, hogy nem fogadja be a művet.
Mascagni első tanulmányi évét rossz eredményekkel zárta. Noha kitűnően teljesített ellenpontból és harmóniából, az irodalmi és a zenetörténeti vizsgákat elbukta. Ponchielli, aki ismerte a fiatal Mascagni anyagi problémáit, levelet írt Soffredininek, amelyben azt hazudta, hogy a fiú sikeresen végezte a tanévet, így de Larderel gróf tovább folyósította az ösztöndíjat. Második tanulmányi éve alatt ismerkedett meg Vittorio Gianfreschivel, aki megajándékozta egy Heine-kötettel, amelyben szerepelt a William Ratcliff is. Mascagninak nyomban megtetszett a dráma, és elhatározta, hogy operát ír belőle. A második év nagy részét ennek a műnek a komponálásával töltötte. Ennek oka az volt, hogy ekkor mutatták be a Teatro Dal Vermében Puccini Lidércek című művét, és Mascagni ekkor úgy érezte, neki is bizonyítania kell. Az operával végül 1887-ben készült el.
A konzervatórium diákjainak tilos volt igazgatói beleegyezés nélkül bemutatni műveiket az intézmény falain kívül. Ezt Mascagni túl szigorú rendelkezésnek tartotta, ezért számos kisebb művét  Pigmeo Sarcanti néven mutatta be a Caffe Biffi nevű híres kávéházban. A konzervatórium vezetősége minden valószínűség szerint értesült erről, de elnézték neki. 1885-ben befejezte a William Ratcliff harmadik felvonásának intermezzóját, amit megmutatott Franco Facciónak, a La Scala karmesterének. Facciónak azonnal megtetszett a mű, és felajánlotta, hogy bemutatja, amennyiben Mascagni engedélyt szerez a konzervatórium igazgatójától, Antonio Bazzinitől. Az idős Bazzini azonban nem egyezett bele, sőt a művet „egy idegbeteg ember szerzeményének” titulálta, amit Mascagni rettentő sértőnek érzett.
Nyár elején felkereste Dario Acconci, Giuseppina testvére, aki a Castagnetta-Forlì vándor operett-társulatban énekelt, és meghívta Cremonába, hogy dirigálja a társulatot. Mascagni elfogadta az ajánlatot. Emiatt nem tudott felkészülni az egyetemi vizsgáira, így nem kaphatta meg a harmadik év végén a diplomáját, és emiatt még egy kiegészítő évet kellett volna kijárnia. Mascagni inkább visszatért az operett-társulathoz segédkarmesternek, és ezzel végleg hátat fordított a konzervatóriumnak.

### Vándorúton
Az operett-társulattal eljutott Piacenzába, Reggio Emiliába, majd Parmába. Első műve, amelyet vezényelt, Charles Lecocq Le cœur et la main című operettje volt. Nem sokkal később, Bolognában, a társulat a csőd szélére került, a tagokat elbocsátották, így Mascagni is arra kényszerült, hogy visszatérjen családjához Livornóba. A család értetlenül fogadta döntését, hogy otthagyta a konzervatóriumot, különösen Giuseppina részéről érték heves támadások. Szerencsére az operett-társulat egyik vezetője, Forlì, az ősz folyamán új társulatot alapított, és meghívta karmesternek Mascagnit. Nápolyba utaztak, ahol ez a társulat is csődbe jutott, de a tagok nagy részét átvette Alfonso és Ciro Sconamiglio társulata, és Mascagninak is sikerült megőriznie vezető karmesteri tisztségét. Közel egy évig turnézott a társulattal országszerte. Kapcsolata Giuseppinával végleg megszakadt. A társulat 1886 májusában Ascoli Picenóban jelentett csődöt. Mascagni kilátástalan helyzetében Dario Acconcihoz fordult, aki pénzt küldött neki és magához hívta Nápolyba. Karmesteri álláshoz juttatta a Cirella társulatnál, ahol ő maga is énekelt. Ez a társaság sem volt hosszú életű, és a nyár végére megszűnt. Augusztus elején, a forró nápolyi nyár idején, Mascagni ágynak esett, valószínűleg reumatikus láz miatt. A látszólag egészséges életmódot folytató fiatalember hirtelen betegségeinek okai nem ismertek, valószínűleg részben pszichoszomatikus jellegűek voltak, és depressziója, valamint a megfeszített munka váltotta ki őket. Közben levelet kapott családtagjaitól, akik visszavárták, reménykedve, hogy felhagy vándorzenészi életével. Úgy tűnt, Mascagni valóban elhatározta visszatérését a családi berkekbe, de közben meghívást kapott Luigi Marescától, egy másik operett-társulat vezetőjétől, és elfogadta az ajánlatot.
Nápolyban ismerkedett meg Argenide Marcellina Carbognanival, azaz Linával, akit később feleségül vett. Megismerkedésük körülményei nem ismertek, az erősen romantizált Mascagni-féle önéletrajzi beszámoló szerint a nő volt az, aki ápolta. Valószínűbb azonban, hogy korábbi genovai vagy nápolyi turnéja során találkozott először Linával. Első gyerekük a következő év május 22-én született, ami arra utal, hogy kapcsolatuk nem sokkal a Cirella-társulat megszűnése után kezdődött, amikor még erősen érezte Giuseppina hiányát. Mascagni és Lina csak 1889-ben házasodtak össze, nem sokkal második fiuk születése előtt. Az esküvő halogatásának oka az lehetett, hogy Nápolyban Mascagni még nem tudott véglegesen leszámolni Giuseppina emlékével.
Amikor Mascagni októberben útnak indult Maresca társulatával, Lina is vele tartott. Beneventóban, Foggiában, majd Cerignolában léptek fel, ahol egy teljes karneváli szezonra alkalmazták őket.

### Cerignola

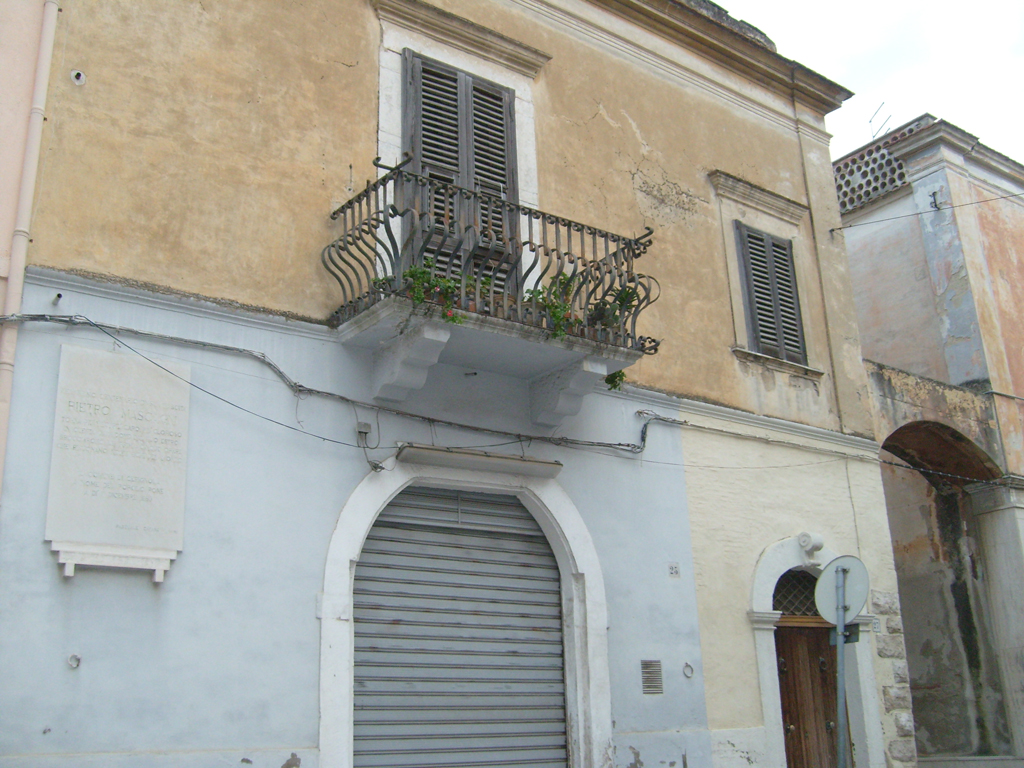
Mascagni cerignolai háza

Macagni 1886 decemberében érkezett Cerignolába, a Tavoliere kisvárosába. Az egykori, Saverio Mercadante nevét viselő városi színházban a függönyt utoljára 1869-ben engedték le. Az egykori gazdag városi zenei életet Mascagni érkezésekor az idős Prisciano Martucci képviselte, aki elsősorban az egyházi ünnepek zenei hátterének szervezését biztosította. Cerignola lakóit lenyűgözte Mascagni zenei tudása, és meggyőzték, hogy telepedjen le városukban. Giuseppe Cannone, a város polgármestere és egyben legprominensebb családjának képviselője külön alkalmazta, hogy lányait zongorázni tanítsa. A polgármester tervbe vette a korábban beszüntetett városi zenei iskola és zenekar újjáélesztését, és ennek élére Mascagnit javasolta. A fiatal zeneszerző elfogadta az ajánlatot, hiszen az eltelt évek rendezetlen életvitele után ez lehetőséget biztosított, hogy letelepedjen és rendezze magánéletét, tekintve, hogy Lina ekkor már öt hónapos terhes volt. Letelepedésének egyetlen akadálya Maresca volt, aki arra számított, hogy Mascagni a társulatával tart Szicíliába. Az utolsó cerignolai előadás után Cannone veje, Luigi Manzari segítségével megjátszották elmenekülésüket a városból, s két nap múlva a vérig sértett Maresca nélkülük távozott.
Cerignolai háztartásukat Cannone pénzügyi támogatásával alakították ki. A polgármester állta a szavát, és megnyitotta a zeneiskolát, és lépéseket tett a városi zenekar felállítására is. Mascagnit márciusban alkalmazták – csekély fizetéssel, bevételeit ezért zongoraórákkal egészítette ki. Idejének nagy részét a zenekar összeállítására összpontosította, sikerét bizonyította, hogy kevesebb mint egy éven belül a zenekar bemutatkozhatott a közönség előtt.
Májusban megszületett első fia, Domenico. A nyár folyamán, amíkor Casertában tartózkodott, hogy hangszereket vásároljon a zenekar számára, érkezett a hír felesége megbetegedéséről. Lina szeptemberre épült fel a tífuszból, ám ekkor Domenico betegedett meg. A fiú október 2-án, apja karjaiban halt meg. Mascagni gyászában Requiemet írt, első komoly hangvételű művét több mint egy év után.

### AParasztbecsület
1888-ban februárjában Nápolyba utazott, hogy részt vegyen Giacomo Puccini Lidércek című operájának bemutatóján, a San Carlo operaházban. Visszatérve Cerignolába, hozzálátott a Messa di Gloria komponálásához, amelyet április 22-én mutattak be tanítványai. A szerződését meghosszabbították a következő évre is, ám ekkor már érezte, hogy nyomasztó számára a vidéki élet. Menekülési lehetőség 1888 júliusában adódott, amikor a Sonzogno kiadóház meghirdette második operaíró versenyét. A kiírás egyfelvonásos operára szólt, 1889. május 31-ei határidővel. Mascagniban tudatosult, hogy a készülő William Ratcliffet lehetetlen belesűríteni egyetlen felvonásba, ezért ismét hozzálátott librettistát keresni. Több sikertelen próbálkozás után jutott el gyermekkori barátjához, Giovanni Targioni-Tozzettihoz, aki Livornóban tanárként dolgozott, szabadidejében pedig verseket írt. Nem ismertek a körülmények, hogy mikor és miért döntöttek Giovanni Verga Cavalleria rusticana című drámájának megzenésítése mellett. A szövegkönyv első sorait 1889. január 4-én kapta kézhez. Targioni-Tozzetti munkáját Guido Menasci, egy fiatal livornói költő is segítette. A szövegkönyvvel gyorsan haladtak, Verga műve hosszában és verselésében is megfelelt a kívánalmaknak.
Miközben új művén dolgozott, februárban megszületett második fia, aki a keresztségben szintén a Domenico nevet kapta. A nagy esemény előtt Pietro Mascagni és Argenide Marcellina Carbognani hivatalosan is házasságot kötöttek, két évvel azt követően, hogy Cerignolába érkeztek. Ezt követően lázasan folytatta a komponálást, a kész művet május 27-én postázta a zsűrinek.
Az év további része kedvezőtlenül alakult Mascagni számára, ugyanis a filoxérajárvány és a francia kereskedelmi embargó miatt Apulia gazdasága jelentősen megrendült, emiatt sokan visszamondták gyerekeik zongoraoktatását. Ugyanakkor 1889 nyarán Cerignolában új hetilap jelent meg, amelyet elsősorban Mascagni mecénásának, Cannone polgármesternek az ellenségei szerkesztettek. A polgármester mellett Mascagni is a támadások kereszttüzébe került, hevesen támadták zenekarát és zenéjét egyaránt. Mascagni kétségbeesésében levélben kért segítséget a Milánóban élő Puccinitől, miközben várta az operaíró pályázat eredményét, amelyet december helyett február 25-én tettek közzé. A zsűri a beérkezett hetvenhárom mű közül hármat választott ki a végső megmérettetésre, közte a Parasztbecsület is.
A zsűri meghívására 1890. február 20-án, Cannone polgármester pénzügyi támogatásával, Mascagni elindult Rómába. Három nappal később jelent meg az öttagú bizottság előtt, és zongorán mutatta be művét, s az ezt követő beszélgetésen kedvező bírálatokat kapott. Később találkozott Sonzognóval is, a kiadóvállalat igazgatójával is, aki azt szerette volna, hogy a közönség döntsön a nyertes operáról, így a három döntős számára elintézte, hogy műveiket a római Teatro Costanziban színre vigyék. Még a bemutató előtt egy nagyon fontos problémát kellett elintéznie: meg kellett kapnia Verga engedélyét a darab felhasználására, mivel utólag kiderült, hogy a versenyen ez egy kötelező kitétel volt. Verga beleegyezett, azzal a feltétellel, hogy nem kér részesedést az operaíró verseny nyereségéből, viszont igényt tart a későbbi előadásokból származó bevétel egy részére. A szerződést április 7-én kötötték meg, ebben azonban nem voltak véglegesítve a fizetési feltételek, ami miatt a későbbiekben Verga perbe fogta úgy Mascagnit, mint a kiadóját, Sonzognót. Az ügyet csak 1893-ban sikerült rendezni, ekkor Sonzogno 143 000 lírát fizetett Vergának.
Mascagni május 2-án tért vissza Rómába, hogy felügyelje operájának próbáit. A premierre május 17-én került sor, s a bemutató az operatörténet egyik legnagyobb sikere volt, egyetlen este világhíressé tette a fiatal zeneszerzőt. A kritika benne látta az olasz opera megújítóját, jövőjét, ugyanis Verdi óta nem születettek jelentős művek (Puccini is pályája elején volt még). A sikert bizonyítja az is, hogy Mascagnit az előadás végén hatvanszor tapsolták vissza.
A Parasztbecsület sikerének köszönhetően Pietro Mascagni Olaszország hőse és egy ideig legalábbis a legnevesebb zeneszerzője lett. Arcképének látványa megszokottá vált a napilapok címlapjain és a képeslapokon. A sikeres bemutató után Lina is Rómába utazott, hogy onnan a család, immár együtt, rövid időre Livornóba utazzon. Június 26-án visszatértek Cerignolába, ahol a város lakossága hősnek kijáró tisztelettel fogadta.

### További sikerek

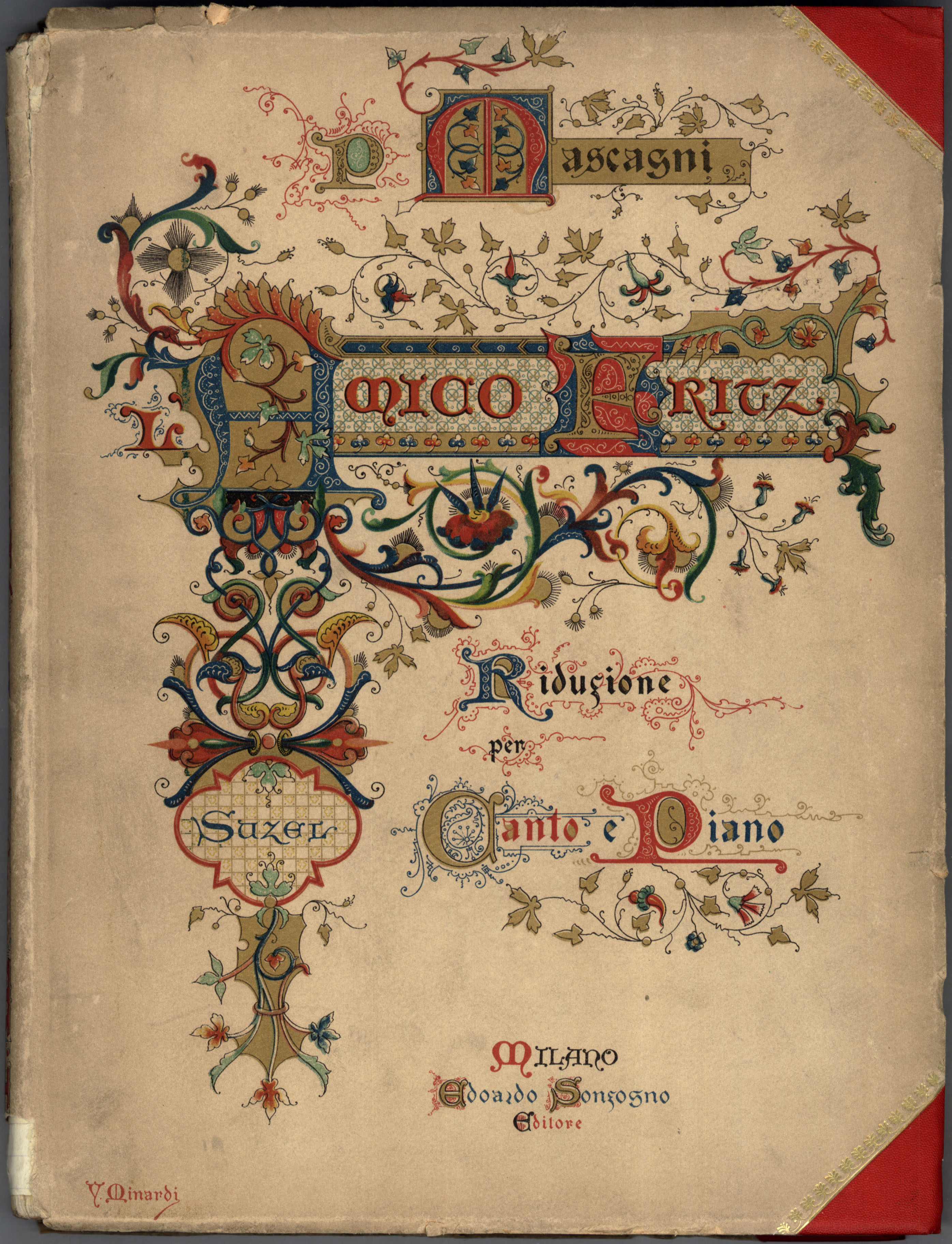
A L’amico Fritz zongorakivonatának borítója

Az ünnepségek után Mascagni új opera írásába kezdett. Már áprilisban felvette a kapcsolatot Targioni-Tozzettivel, aki hamarosan el is küldte a Charlotte Corday szövegkönyvének vázlatát. A librettó a francia forradalom eseményeiből merítette cselekményét, s noha Mascagni kellően drámainak és érzelemdúsnak tartotta, mégis elvetette. Ezt követően a librettista bemutatta a Beatrice Cenci terveit, amely szintén nem keltette fel Mascagni érdeklődését, illetve felvázolta Rocco de Zerbi regényének alapján az ókori Rómában zajló Vistilia cselekményét. Noha Mascagni nekikezdett a Vistilia megzenésítésének, mégis hamarosan félretette, más projekteket részesítve előnyben. A Vistilián az elkövetkező harminc évben folyamatosan dolgozott, többször is nekiállt, de a mű befejezetlen maradt, egyes részeit átemelte utolsó, Nerone címet viselő operájába.
Mascagni nem tért vissza azonnal a William Ratcliff komponálásához, mert érezte, hogy a Parasztbecsület sikere után a közönség újat akar, a műve pedig, amely a romantikus zenei hagyományokban gyökerezik, elfordulást jelentene a megújítástól. Ennek ellenére nem mondott le véglegesen a műről, 1890 szeptemberében szerződést kötött Giulio Ricordival az opera bemutatására. Mivel azonban szerződési kötelezettsége volt két operát írni Sonzognónak, csak 1893-ban kezdett ismét a Ratcliffen dolgozni.
1890 júliusában Mascagni és librettistái úgy döntöttek, hogy Emile Erckmann és Charles Chatrian elzászi írók I Rantzau (Les Rantzau) című színművét írják át operává. A Les Rantzau, amely először 1882-ben jelent meg, a Rómeó és Júlia történet egy dramatizált változata volt. Alig fogott neki A Rantzau fivérek komponálásának, máris el kellett hagynia Cerignolát, ugyanis Livornóban (először Rómán kívül Olaszországban) színre vitték a Parasztbecsületet. A szerencse úgy hozta, hogy Livornóban egy vándor színtársulat éppen az I Rantzaut játszotta, így Mascagni láthatta a művet színpadon. Szülővárosában szintén hősként fogadták, a Parasztbecsület hat előadása telt házat vonzott. A bemutatót követően az opera futótűzként terjedt el Olaszországban, a következő három év alatt 185 alkalommal mutatták be 66 különböző olasz városban, valamint 62 Olaszországon kívüli operaházban. A sikert a lapok zenekritikusai mascagnitisnek nevezték.
1890 szeptemberében visszatért Cerignolába, ahol felújíttatta a családi házat, ugyanis felesége terhes volt második fiukkal. A Rantzau fivérek komponálását ismét félretette, fáradtnak érezte magát a Parasztbecsület sikerét követő intenzív utazásokkal eltelt hónapok után. Kisebb műveket, elsősorban dalokat írt zongorára, ünnepi alkalmakra. 1891. január 3-án született meg második fia, Edoardo, akit Edoardo Sonzogno zenekiadó után nevezett el. Mascagni és Sonzogno kapcsolata kezdetben felhőtlen volt, a kiadó a Mascagni műveiből származó bevételek 30%-át ajánlotta fel a zeneszerzőnek. A későbbiekben Mascagni többször is csalódásának adott hangot a Sonzognóval kötött szerződése miatt.
Mascagni beszélt Sonzognónak a terveiről. A zenekiadó látta, hogy problémák vannak A Rantzau fivérek megírásával, ezért azt ajánlotta, hogy kezdjen hozzá egy új opera megírásához. Szintén egy Erckmann-Chatrian  színművet ajánlott, a Fritz barátunkat.  A szövegkönyv már adott volt, mert Sonzogno korábban megbízta Angelo Zanardinit annak megírásával, remélve, hogy Amilcare Ponchielli vagy Alfredo Catalani megzenésíti azt. Mascagninak azonban nem tetszett a szövegkönyv, elavultnak találta, ezért Sonzogno felajánlotta Daspuro segítségét, aki korábban Umberto Giordanónak dolgozott. Mascagni elfogadta az ajánlatot, s Daspuro és Mascagni május közepéig dolgoztak a librettón. Ekkor a zeneszerzőnek Orvietóba kellett utaznia, ahol elvezényelte a Messa di Gloriát a katedrális építésének hatszázadik évfordulója alkalmából, a közönség kérésére azonban a Parasztbecsületből is elvezényelt néhány részletet. Innen Milánóba utazott, ahol folytatta a komponálást. Noha leveleiben arról számolt be feleségének, hogy gyorsan halad a munkával, a valóságban azonban megtorpant, mert egyre több nehézséget talált Daspuro szövegkönyvében, többek között kifogásolta a grandiózus finálét, amely szerinte aránytalanul nagy volt a mű többi részéhez képest. A munkát Milánóban is félretette, mert Comóba, majd Sienába utazott a Parasztbecsület bemutatójára. Július közepén Livornóba utazott, ahol megbízta Targioni-Tozzettit és Menascit Daspuro szövegkönyvének átdolgozásával. Az operát Cerignolában fejezte be szeptember végén. Bemutatójára 1891. október 31-én került sor a római Teatro Costanziban. Az előadás nagy siker volt, noha – a Parasztbecsület sikerét követően – alulmúlta a várakozásokat. A Fritz barátunk hamar meghódította Olaszországot, 1892 januárjában Hamburgba, majd Európa számos városába is eljutott.
Január végén visszatért Cerignolába, és elővette A Rantzau fivéreket. A komponálással lassan haladt, az első változattal 1892. június végére lett készen, majd a változtatásokkal augusztus végén, szeptember elején végzett. Szeptemberben Sonzogno az új olasz operaiskola képviselőit, Mascagnit, Leoncavallót, Cileát és Giordanót választotta ki, hogy képviseljék hazájukat a bécsi zenei világkiállításon. Mascagni természetesen a Parasztbecsülettel és a Fritz barátunkkal mutatkozott be. Az esemény nagy hiányzója Giacomo Puccini volt, akit szerződése a Ricordi zenekiadó vállalkozáshoz kötött.
Szeptember végén Firenzébe utazott, ahol a Teatro della Pergolában felügyelte A Rantzau fivérek bemutatójának előkészületeit. A november 10-ére kitűzött premier főszerepét Hariclea Darclée játszotta, akinek később az Iris főszerepét is szánta. A művet kedvezően fogadták, a kritikusokat azonban megosztotta a zenében hallható rengeteg újítás. A művet november 26-án Rómában is bemutatták a zeneszerző vezényletével. A művet eredetileg Arturo Toscanini vezényelte volna, és emiatt a neves karmester sértett hangú nyílt levelet publikált az egyik helyi napilapban. A római közönség szintén kedvezően fogadta, a kritikusoknak azonban már egyértelműen kevésbé tetszett. 1893–1894-ben a mű bejárta Németország és Ausztria fontosabb operaházait, de hamarosan feledésbe merült, és csak 1992-ben vitték színre ismét Livornóban.

### AWilliam Ratcliff
A római bemutató félsikere után visszavonult Cerignolába, ahol 1893 januárjában ismét elővette régóta dédelgetett projektjét, a William Ratcliffet. Mascagni egész élete során bipoláris zavarban szenvedett, hetekig tartó depressziós inaktív időszakok váltották a zeneileg rendkívül termékeny periódusokat. A depresszióját növelte, hogy hírnevének növekedésével párhuzamosan megjelentek a Mascagni-ellenes klikkek is. Az egyik legádázabb támadója Gabriele D’Annunzio költő volt, aki szerint Mascagnit már nem a művészet eszméje hajtotta, hanem a pénzsóvárság, a gyors meggazdagodás reménye. Ebből a szemszögből a Sonzogno kiadót is támadta, amely szerinte profitszerzés céljából kihasználta a fiatal és tehetséges zeneszerzőket. Annak ellenére, hogy D’Annunzio és Mascagni keményen támadták egymást, a későbbiekben a sors mégis összehozta őket a Parisina című opera megalkotásánál.
Az olasz operavilág az 1892–1893-as években jelentősen átalakult, ekkor jelentek meg Umberto Giordano Mala vita valamint Leoncavallo Bajazzók című művei, amelyek újításaik révén, akárcsak Mascagni Parasztbecsülete, szintén mérföldkőnek számítottak. Az igazi áttörést azonban Puccini Manon Lescaut-jának bemutatója jelentette, sokan benne látták Verdi utódját. 1893-ban Mascagni egyszerre három operán dolgozott, amelyekhez hamarosan egy negyedik társult. Folytatta a munkát a Vistilián és a William Ratcliffen, valamint kapott Targioni-Tozzettitől egy új librettót, Zanetto címmel. A komponálást egy londoni meghívás zavarta meg. Júniusban a Covent Gardenbe hívták, hogy vezényelje el operáit, többek között A Rantzau fivérek angliai premierjét. Londoni tartózkodása a tervezettől eltérően hosszabbra nyúlt, ami felkeltette feleségének féltékenységét, mivel azt hitte, férje viszonyt folytat az opera főszerepét játszó  Nellie Melbával. Mascagni szeptemberben tért vissza Livornóba, ahol folytatta a William Ratcliff komponálását. Sonzogno, A Rantzau fivérek gyenge szereplését látva, egyre jobban sürgette. A Ratclifftől bukást várt, és megbízta Mascagni librettistáit, Targioni-Tozzettit és Menascit, hogy készítsenek elő egy szövegkönyvet Alphonse Karr Romain d’Etretat műve alapján. Mivel nem sikerült megegyeznie a szerzői jogokat illetően Karral, a szövegírók átnevezték a művet Silvanónak. Új neveket adtak a szereplőknek, illetve a cselekmény egyedi történéseit kivágták, hogy a másolás gyanúja fel se merülhessen. Mascagni 1894 januárjában kezdte el a William Ratcliff első változatának átdolgozását. Májusban szerződést írt alá Sonzognóval a William Ratcliff és Silvano bemutatójáról, és megígérte, hogy az év végéig megkomponálja a művet, hogy azt a következő év márciusában bemutathassák. Az év nagy részét Livornóban töltötte családja és ismerősei körében. Novemberben a milánói Teatro Liricóban vezényelte A Rantzau fivéreket, és csak ezt követően állt neki megkomponálni a Silvanót, amelyet december végéig be is fejezett.
1895 januárjában Milánóban, a Teatro alla Scalában elkezdődtek a William Ratcliff főpróbái. Miután két évig nem jelentkezett új operával, a bemutatót hatalmas várakozás előzte meg. A február 16-ai előadást maga vezénylete. Siker volt, a kritikusok viszont kihangsúlyozták a szövegkönyv gyengeségeit, elsősorban azt kifogásolták, hogy kellemetlen jellemű szereplőket vonultat fel, elmebetegektől tolvajokig. A mű a siker ellenére hamarosan lekerült a repertoárról, elsősorban énekesi követelményei miatt (kevés tenor vállalkozott a nehéz főszerep eléneklésére). A romantika zenéjében gyökerező William Ratcliffel kivívta az idős Verdi csodálatát is, aki korábban fenntartásokkal fogadta a fiatal zeneszerző verizmus hatását mutató műveit.
Következő operájának, a Silvanónak a bemutatójára március 25-én került sor, szintén a Scalában. A bemutatót csekély érdeklődés övezte, amihez hozzájárult az is, hogy Mascagni nem vállalta el művének vezénylését, átengedte azt Rodolfo Ferrarinak. Ettől eltekintve a művet kedvezően fogadták. A kritikusok megjegyezték, hogy a mű semmi újat nem hoz, csak Mascagni eddig bevált technikai módszerei sikerét kamatoztatja ismét. Rövid nápolyi megálló után, ahol elvezényelte úgy a William Ratcliffet mint a Silvanót, Mascagni májusban visszatért Cerignolába.
A Sonzognóval kötött szerződés mellett leszerződött Giulio Ricordival is egy operára, az 1896–1897-es karneváli szezonra. Emellett Sonzognóval is megállapodott még két opera megírásában, ezeket 1897 illetve 1898 végére vállalta. Ricordi sürgette, hogy tegyen eleget szerződési kötelezettségének. Noha Ricordi birtokában voltak Verdi, Donizetti és Rossini operáinak jogai, mégis aggódva nézte, hogy Sonzogno egyre nagyobb teret nyer a fiatal komponisták propagálásával. 1895-ben a fiatal zeneszerzők közül Ricordinak egyedül Puccinivel volt szerződése, aki ekkor még karrierje elején állt, Sonzogno birtokolta Mascagni, Leoncavallo, Giordano és Cilea operáinak a jogait. 1895 februárjában Ricordi felkérte Luigi Illicát, hogy készítsen elő egy szövegkönyvet Mascagninak. Illica, akit vonzottak az egzotikus témák, egy Japánban játszódó mű cselekményét vázolta fel, amely azonban nem nyerte el Mascagni tetszését. Közben a zeneszerző hozzálátott a Zanetto befejezéséhez, amelyet már korábban megígért Sonzognónak. 1895 nyarán ennek komponálásával foglalkozott.

### Igazgató Pesaróban
Augusztus végén meglátogatta Augusto Guidi-Carnevali, a pesarói Liceo Musicale Rossini igazgatója, aki tanácsot kért tőle, hogy kit ajánlana az intézmény megüresedett igazgatói székébe. A zeneszerző egykori tanárát, Amintore Gallit ajánlotta a tisztségbe és nem foglalkozott többet a kérdéssel. Szeptemberben befejezte a Zanettót, októberben pedig egy németországi és közép-európai körútra indult. Október 12-én levelet kapott, amelyben felkérték, hogy vállalja el ő maga a Liceo Musicale vezetését. Az ajánlatot elfogadta, mert lehetőséget látott benne, hogy bebizonyítsa ellenfeleinek és kritikusainak egyaránt zenei rátermettségét, ugyanakkor – a keserű milánói tapasztalatainak fényében – úgy érezte, hogy lehetősége nyílik megreformálni az olasz zenei oktatást. Állását decemberben foglalta el.
A Liceo Musicale tekintélye – korábbi hírneve ellenére, amit legnevesebb tanítványának, Gioachino Rossininek köszönhetett – messze elmaradt Nápoly, Milánó és Róma konzervatóriumai mögött. A következő három évben Mascagni minden erejét az iskola fellendítésére fordította. Átszervezte az iskolát, megalapította a zenekarát, megerősítette az oktatott tárgyak sorát, átalakította az ellenpont és a harmónia tananyagát. Vezetése alatt jelentősen megnőtt a diákok száma. Az intézmény zenekarával mutatták be először március 2-án a Zanettót. Az opera nyilvános bemutatójára március 18-án került sor a milánói Scalában. Az opera sikere messze elmaradt a várakozásoktól. A kritikusok megjegyezték, hogy az egyszerű háttér és a kis szereplőgárda elvesznek a nagy színházak csarnokaiban. Ennek ellenére a következő évben előadták Olaszország több operaházában is.
Visszatérve Pesaróba, Mascagni belevetette magát a vezénylés tudományába, mivel korábban csak saját műveit vezényelte. A pesarói évei alatt finomította és tökéletesítette karmesteri képességeit. Mint karmester, először 1898 tavaszán mutatkozott be a La Scala zenekara élén.

### AzIris

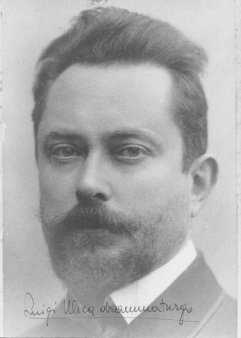
Luigi Illica

Mascagni 1896 márciusában fogadta el Luigi Illica japán témájú szövegkönyvét és látott hozzá a zene megkomponálásához. Az első hangjegyek papírra vetését megelőzően azonban néhány hónapig elmerült a japán zene tanulmányozásába. Családját is Pesaróba költöztette, és Illicának is szerzett egy házat a városban. Augusztus végére az Iris első két felvonása készen állt. A harmadik felvonás azonban problémásnak minősült, mivel Illicának nem sikerült elfogadhatóan rendeznie a finálét. Közben Sonzogno is sürgetni kezdte, mivel a szerződése szerint egy operát még meg kellett írnia számára. Illica és Mascagni kiválasztottak egy hagyományos olasz álarcos, improvizációs színdarabot, és felajánlották a kiadónak, hogy megzenésítik, ennek kezdetben a Commedia dell’arte címet adták. Sonzogno elfogadta az ajánlatot, és az óvatlan Mascagniban ekkor tudatosult, hogy két operát kell szerződésének megfelelően megkomponálnia, két különböző kiadónak, mindkettőt 1897 végére. Figyelmét egyelőre az Irisre összpontosította. Augusztus és október között Cerignolában tartózkodott. Ez volt az utolsó esztendő, amelyet az apuliai városkában töltött. 1897 tavaszán ismét az Irisen dolgozott, de a finálé problémája még mindig nyitott volt: Iris halála és egyesülése a Nappal.
1898-ban lefoglalták a Liceo ügyei, ugyanakkor egy hosszú körútra indult Hollandiába. Május végén tért vissza Pesaróba azzal az elhatározással, hogy befejezi operáját. Közben komponált egy szimfonikus művet Giacomo Leopardi költő emlékére, aki a közeli Recanati város híres szülöttje volt.
Időközben Sonzogno is egyre inkább sürgette, hogy fejezze be a szerződésben vállalt operát. Mascagni, mivel nem kapta még kézhez Illica librettóját, visszautasította. Egy áprilisi baráti találkozó során Sonzogno kitolta a szerződési határidőt 1898 őszére. Amikor júniusban Ricordi bejelentette, hogy ősszel bemutatják majd az Irist, Sonzogno egyre nagyobb nyomást gyakorolt Mascagnira, sőt a szerzői jogi fizetéseit is visszatartotta. Elmérgesedett viszonyuk 1898 végéig tartott, csak ekkor sikerült kiegyezniük, és meghosszabbították a Commedia megírására szánt időt 1900 márciusáig.
Októberben Mascagni befejezte az operát, és családjával együtt Rómába költözött. A bemutató időpontját november 19-ére tűzték ki. A főpróbák nem zajlottak zökkenőmentesen, ugyanis Mascagni elégedetlen volt Ricordi döntésével, hogy helyette Edoardo Mascheronit nevezték ki karmesternek. A helyzet annyira elmérgesedett, hogy Mascheroni széttörte a karmesteri pálcáját és felmondott. A premiert november 22-ére halasztották. A bemutatót hatalmas érdeklődés övezte: jelen volt Margit olasz királyné, az olasz zenei élet nagyjai (Puccini, Franchetti, Boito), valamint Siegfried Wagner (Richard Wagner fia) és illusztris európai zenekritikusok, akik számára külön távírófülkét rendeztek be. A rendkívül intenzív olasz zenei életben Mascagninak szüksége volt a sikerre, ugyanis már három év eltelt utolsó műve, a William Ratcliff bemutatója óta. Az Iris első két felvonását a közönség lelkesen fogadta, a harmadik azonban megosztotta a hallgatóságot. Noha a bemutatón hatalmas tapsot kapott, mégsem volt igazi siker. A kritikusok élesen bírálták elsősorban a gyenge librettót, és legtöbbjük bukásnak ítélte a művet. A januári milánói premiert Arturo Toscanini vezényelte, aki nem feledte korábbi római eseményeket, és jelentős változtatásokat eszközölt a partitúrában. Ezután Mascagni viszont kijelentette, hogy ez már nem is az ő műve. Toscanini próbálkozásai ellenére a milánói kritika a rómainál lesújtóbban nyilatkozott a műről.
1898 márciusában Mascagni visszatért Pesaróba, ahol kézhez kapta új operájának librettóját, amelynek Az álarcosok címet adta. A komponálást azonban hátráltatta, hogy a következő hónapokban a diákok vizsgahangversenyét kellett előkészítenie. Május végén meghalt az édesapja. Ez az esemény különösen súlyosan érintette, ugyanis a diákkori nézeteltéréseiket nem sikerült megoldaniuk, annak ellenére, hogy egész életében megpróbált apja kedvében járni, sőt pénzügyileg is támogatta, amikor péksége a csőd szélére került. A temetés után visszatért Pesaróba, ahol folytatta új operájának komponálását, amelyet az 1900. évi karneváli szezon idején akartak bemutatni. Minél jobban elmerült a komponálásba, annál jobban érezte a librettó gyengeségeit. Ezt megemlítette Illicának is, aki azonban Sonzogno előtt megvédte a művet, és nem volt hajlandó jelentősebb változtatásokat végrehajtani a szövegkönyvben.

### A pesarói botrány
Mascagni 1899 végén heves támadások kereszttüzébe került a Liceóban, hosszas távolmaradásai miatt. Noha még élvezte a felügyelőbizottság elnökének, Guidi-Carnevalinak a támogatását, egyre többen adtak hangot nemtetszésüknek, hogy Mascagni több időt szán saját karrierjének csiszolására, mint az intézmény vezetésére. A helyzetet tovább súlyosbította Guidi-Carnevali februári halála. Az új elnök, Benedetto Passeri-Modi, már nem biztosította támogatásáról, így Mascagninak a diákokon kívül nem maradt más támogatója. Egyik fő problémája az volt, hogy nem értett a politikához, és közalkalmazottként nem állta meg helyét ilyen esetekben. Számára a legfontosabb az intézmény színvonalának emelése volt, amit el is ért, emiatt nem értette az őt ért támadásokat. A támadások ellenére folytatta munkáját Az álarcosok című operáján, amelyet februárra nagyrészt be is fejezett. A kapcsolat Mascagni és Sonzogno között időközben megromlott, ugyanis a lemezkiadó azt tervezte, hogy az új operát egy időben mutatják majd be Milánóban és a római Teatro Adrianóban, ugyanakkor a zeneszerző elégedetlen volt Sonzogno fizetési módszereivel, aki időnként indokolatlanul jelentős összegeket visszatartott. A pénzügyi nyilvántartást felesége, Lina vezette.
1900 nyarán a Liceo Musicaléban kirobbant botrány tovább fokozódott. A városi tanács felkérte Giovanni Tebaldinit, a parmai konzervatórium igazgatóját valamint Giovanni Sgambatit, a római Santa Cecilia Konzervatórium igazgatóját, hogy vizsgálják át az intézmény működését. Noha a városi tanács nem hozta a nyilvánosságra az eredményeket, Sgambati megerősítette Mascagni kitűnő munkásságát a Liceo Musicale élén. Őszre a botrány országossá vált, s noha több befolyásos politikus is a visszavonulásra intette, Mascagni eltökélt volt, hogy megőrzi igazgatói helyét az intézet élén.
Időközben Sonzogno úgy döntött, hogy az új Mascagni-opera számára grandiózus bemutatót szervez, és párhuzamosan mutatják be Olaszország hét operaszínpadán. Mascagni ellenkezett ugyan, hivatkozva a túl nagy előkészítő munkára, de végül Sonzogno akarata döntött. A kiválasztott hét operaház: a Teatro Costanzi Rómában, a Teatro alla Scala Milánóban, a Teatro Carlo Felice Genovában, a Teatro di San Carlo Nápolyban, a Teatro Regio Torinóban, a Teatro La Fenice Velencében és a Teatro Filamonico Veronában. A San Carlo bemutatóját két nappal el kellett halasztani a főszereplő tenor megbetegedése miatt, így 1917. január 17-én hat színpadon gördült fel a függöny. Mascagni a római bemutatót vezényelte. Mind a hat bemutató minőségét nehéz volt szavatolni, annak ellenére, hogy Mascagni folyamatosan ingázott a helyszínek között. A rómait kivéve az összes bemutató bukás volt, sőt Genovában a hangos pisszegések és füttyök miatt be sem tudták fejezni a művet. A kritika azonban sokkal kedvezőbben fogadta a művet, mint a közönség, dicsérve a mű zeneszámait és a szövegkönyvet. Mascagni Az álarcosokat 1905-ben, majd 1931-ben is átdolgozta. A bemutatót követően másfél évet kellett még várni, amíg 1902 augusztusában ismét színpadra állították, ezúttal Bolognában.
Az álarcosok csúfos bukását követően Mascagni és Sonzogno pontot tettek a tizenegy éves munkakapcsolatukra. Mascagni úgy érezte, Sonzogno nem szentelt elegendő figyelmet művei népszerűsítésére, és elveszítette a bizalmát. Sonzognót az opera bukása ingerelte fel, illetve Mascagni és Ricordi korábbi szerződése. Mivel ekkor Olaszországban már csak két kiadóvállalat működött, Sonzognónak hátat fordítva Mascagni teljes mértékben Ricorditól függött. Ricordi felismerte, hogy Mascagni korább sikertelenségeinek oka Luigi Illica szövegkönyvében rejtőzik, ezért felkérte Giuseppe Giacosát, hogy társuljon be szerzőként az új, Mascagninak szánt szövegkönyv megírásába. A páros sikeresnek bizonyult, kiegészítették egymást: Illica bizonyult ötletesebbnek, Giacosa azonban jobb költő volt. Illica mindazonáltal továbbra is neheztelt Mascagnira a múltbeli közreműködésük miatt, és remélte, hogy Giacosa segít majd áthidalni ezeket a nehézségeket. Miután Mascagni 1901-ben visszatért egy bécsi koncertről, Illica bemutatta neki új szövegkönyv-vázlatát Dosztojevszkij Feljegyzések a holtak házából című műve alapján. Illica egy szintén orosz témájú operát írt Umberto Giordano számára is Szibéria címmel, amelynek bemutatóját őszre tervezték. A librettót Ricordi és Mascagni is elfogadta. Giordano ezt neheztelve vette tudomásul, de a helyzet hamarosan megoldódott, ugyanis Mascagni visszautasította a librettót, annak gyengeségeire és egyszerűségére hivatkozva. Illica megígérte, hogy új vázlatot prezentál majd, de mivel Giacosát közben lefoglalták Puccini Pillangókisasszonyának előkészületei, a tervet halasztani kellett. Mascagni ekkor felajánlotta Ricordinak a Vistiliát. Ezt Ricordi nem fogadta el, mivel új művet szeretett volna készíteni, a saját elképzelései szerint. Decemberben Illica egy új szövegkönyvet mutatott be, amelyet Marie Antoinette élete inspirált. Ezt Mascagni utasította vissza, arra hivatkozva, hogy nincs benne elég dráma és szerelem.
1902-ben tovább nőtt a feszültség Pesaróban. Passeri-Modi kirohanásai ellenére Mascagni egyre több időt töltött az intézménytől távol. Június 13-án jelent meg a felügyelőbizottság előtt és úgy tűnt, sikerült fegyverszünetet kötnie ellenségeivel. A helyzet júliusban éleződött ki ismét, amikor inspektorként, Mascagni tiltakozása ellenére, Ubaldo Ceccarellit nevezték ki. Mascagni időközben Spanyolországban vezényelt, és visszatérése után éles szavakkal támadta Passeri-Modit a kinevezés miatt. A konzervatóriumi élet legfontosabb eseményei a diákok júliusi és augusztusi hangversenyei voltak, amelyeken bemutathatták tudományukat. Mascagni igazgatósága alatt e hangversenyek rendkívül magas színvonalúak lettek, s műsorra kerültek operák és oratóriumok is. Mascagni nem volt jó pénzügyi menedzser, és ezekre a bemutatókra rengeteget költött (meghívott énekeseket, költséges díszleteket és kosztümöket rendelt stb.). Július 19-én pénzügyi támogatást kért a bizottságtól, de a nyíltan ellenséges tagok megtagadták kérését, ráadásul egy általános konfliktustól tartva elnapolták a koncerteket novemberre. Az addig csendes diákok ezúttal véleményt nyilvánítottak, és követelték, hogy a bizottság bocsássa rendelkezésükre a kért összeget, vagy mondjon le. Nem tudni, Mascagninak mennyi köze volt a diákok lázadásához, de intette őket, hogy hagyjanak fel gyerekes követelésükkel, sőt levelet írt Passeri-Modinak is, aki azzal fenyegetett, hogy bezárja az iskolát. A helyzet azonban odáig fajult, hogy a bizottság végül Mascagni elbocsátása mellett döntött. Mascagni az oktatási miniszterhez fordult jogorvoslásért, és így a pesarói probléma ismét az országos napilapok címlapjára került. A miniszter azonban 1903. január 20-án jóváhagyta Mascagni menesztését. Mascagni a törvényszéknél is próbálkozott, de két év múlva a Legfelsőbb Bíróság is megerősítette a pesarói bizottság döntését.

### Amerikai körútja
Amikor a pesarói intézményben még tartott a háborús hangulat, Mascagnit felkereste Aubrey Mittenthal amerikai impresszárió, és felkérte egy tizenöt hetes hangversenykörútra. Mascagni elfogadta az ajánlatot, és 1902 nyarán zenekart toborzott Bolognában és Livornóban, a zenészek egyharmada  a Liceo Musicale frissen végzett hallgatói közül került ki. Szeptember 24-én ült hajóra családja és zenekara kíséretében. New Yorkban hősnek kijáró fogadtatásban volt része, a nagyszámú olasz közösség szinte minden tagja kivonult a kikötőbe. Az első problémák már másnap jelentkeztek, a Metropolitanban ugyanis Nahan Franko vezényletével egy zenekar várta. A zenei szakszervezet megtiltotta tagjainak, hogy Mascagni olasz zenekarával játszanak, sőt követelte Mascagni zenekarának deportálását. Mikor azonban október 8-án mégis a karmesteri pulpitusra állhatott, azt tapasztalta, hogy a zenekar felkészületlen a Parasztbecsület előadására. Ennek ellenére, a kiváló énekeseknek köszönhetően, a bemutatkozó előadás nagy sikert hozott. Másnap a Zanetto is hasonlóan lelkes fogadtatásban részesült. Az Irist nem sikerült időben előkészíteni, ezért a bemutatót később, Philadelphiában tartották meg, és a William Ratcliffet sem sikerült bemutatni ugyanazon okok miatt. Október 19-én búcsúkoncertet adott New Yorkban és körútra indult zenekarával Baltimore-ba, Washingtonba, Pittsburghbe, Buffalóba, Torontóba és Montréalba, majd november 3-án érkeztek Bostonba. Ekkorra – a kezdeti sikerek ellenére – a zenekar majdnem a csőd szélén állt. Ennek az volt az oka, hogy a közönséget csakis a Parasztbecsület érdekelte. November 5-én került volna sor a William Ratcliff bemutatójára, azonban fizetést már nem kapó zenészek az előadás előtt kivonultak. Millenthal ekkor a turné befejezése mellett döntött és megtagadta Mascagni kifizetését, arra hivatkozva, hogy a körút még a befektetett költségeket sem termelte ki. Konfliktusuk odáig fajult, hogy Millenthal feljelentette Mascagnit a bíróságon, azzal az indokkal, hogy a zeneszerző szökni készül tartozásai visszafizetése nélkül. A hatóságok házi őrizetre ítélték Mascagnit mindaddig, amíg ügyvédje elő nem teremtette a kiváltásához szükséges összeget.
A társulat felbomlott, az énekesek és a zenészek saját költségükön hazamentek, néhányan pedig Bostonban maradtak. Mascagninak néhány előkelő bostoni polgár segítségével sikerült tető alá hoznia néhány koncertet, hogy biztosítani tudja a megélhetését az Egyesült Államokban. November végén szerződést kötött egy másik impresszárióval, Richard Hearddel. Elsősorban kisvárosokban turnézott, kis társulattal, és mire decemberben Chicagóba érkezett ágynak esett. Felesége, Lina, ekkor szétosztotta a turné bevételét az Amerikában maradt zenészek és énekesek között és hazaküldte őket Olaszországba. Lina kérése ellenére Mascagni úgy döntött, hogy az Egyesült Államokban marad, amíg Bostonban véget ér a Millenthal-ügy. Egy sor sikeres hangverseny a Theodore Thomas zenekar élén (a későbbi Chicago Symphony Orchestra) megoldotta pénzügyi gondjait, és január végén San Franciscóba utazott. Itt két hónapot töltött, és Amerikában talán itt aratta a legnagyobb sikereit. Február végén a massachusettsi legfelsőbb bíróság elutasította a Millenthal-ügyet, így Mascagni úgy döntött, hogy hazautazik, visszautasítva mexikói és kubai fellépéseket. Április 11-én ismét olasz földön volt. Az amerikai körút sikertelensége az okozta, hogy Mascagni túl magasra helyezte az elvárásait, és ezt az ottani közönség, amelyet maga a zeneszerző nyersnek nevezett, nem tudta értékelni.

### Újrakezdés olasz földön

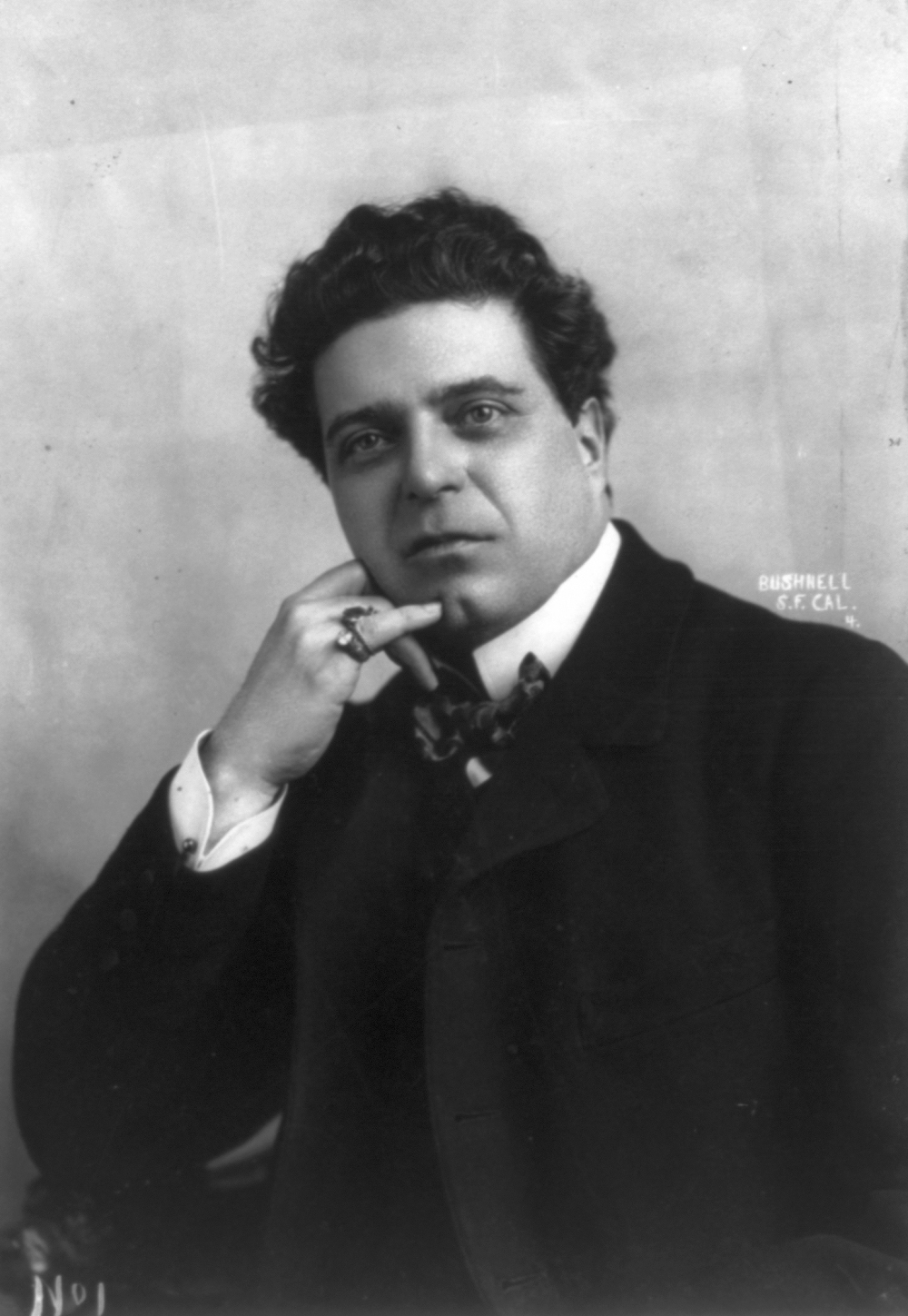
Mascagni 1903-ban

Visszatérve Rómába, Mascagni megpróbálta elfelejteni úgy a pesarói eseményeket, mint a sikertelen amerikai körútját. 1902-ben nem komponált semmit, az Irisnek köszönhetően neve továbbra is a repertoáron maradt. Októberben elvállalta a római Nemzeti Zeneiskola igazgatói és zeneszerzéstanári állását. Az intézmény, hangzatos neve ellenére egy mindössze hat éve alapított magán zenei intézmény volt. Nagy mecénása Giovanni Angelo Bastogi gróf volt, akinek pénzügyi birodalma összeomlása 1910-ben a mélybe rántotta az iskolát is, amelyet egy éve múlva be is zártak. Mascagni Rómában lakást bérelt a Corso Vittorio Emmanuelén, a Palazzo Maggioraniba. A család itt élt 1910-ig, amikor átköltöztek új otthonukba, a Villa Borghese közelébe.
Mascagni új operát akart írni, ezért felvette a kapcsolatot Illicával, majd Ricordival. Illica korábbi, Marie Antoinette életéből inspirálódó témáját választotta, s a szövegíró 1904 elejére készítette el a négyfelvonásos opera vázlatát. Az első felvonás teljes szövegkönyvét tavaszra fejezte be, de Mascagni figyelmét ekkor már más dolgok kötötték le. Évekig próbálták külföldi kiadók megnyerni, de mivel szerződései Sonzognóhoz és Ricordihoz kötötték, nem foglalkozhatott velük. 1904 elején Paul Choudens párizsi kiadó kereste meg, és egy opera megírására kötött vele szerződést. A dolog persze kiváltotta Illica és Ricordi felháborodását.
Choudens maga írta a librettót, amelyet májusban át is adott a zeneszerzőnek. Mascagni, Guido Menasci segítségével átírta a szövegkönyvet, és A barátnő partitúrája készen állt november végére. Az elégedett Choudens novemberben meglátogatta Rómában, és egy második szerződést is aláírt a Vistilia megírására. A barátnőt 1905. március 16-án mutatták be Monte-Carlóban, a legjobb francia nyelvű énekesek előadásában. A bemutató hatalmas siker volt, a közönség és a kritika (francia és olasz egyaránt) kedvezően fogadta a művet. Sikerének bizonyítéka, hogy a következő évadban 18 olasz színházban mutatták be a művet. Rómában május 13-án mutatták be, a Teatro Costanziban. Az előadás azonban rendkívül rosszul sikerült: a színpadi gépezet elromlott, a tenor rosszul énekelt. Előzetes sikerei ellenére A barátnő nem bizonyult időtállónak, ugyanis a drága szcenikát igénylő, egy óránál alig hosszabb opera nem bizonyult jövedelmezőnek. Mascagni körútra indult, hogy a kisebb, vidéki színházakban népszerűsítse művét, 1908 végén pedig elkezdett dolgozni következő művén.

### AzIsabeués Anna Lolli
1906 őszén Nápolyban találkozott Giulio Ricordi fiával, Titóval, és így ismét feléledt Mascagni és a kiadóvállalat közötti kapcsolat. Hogy ezt ellensúlyozza, Edoardo Sonzogno is kapcsolatba lépett a zeneszerzővel, Walter Mocchi impresszárió révén. Sonzogno felajánlotta, hogy meghosszabbítja Mascagni szerzői jogi szerződését a maximális nyolcvan évig, ezáltal további jövedelmet biztosítva neki. Az új szerződést november 20-án írta alá, amelyben egy új opera megírására is vonatkozott egy paragrafus. Egy héttel később Mascagni kézhez kapta a fiatal költő, Fausto Salvatori szövegkönyvét, amelynek címe La Festa del Grano (A búza ünnepe) volt, s három héttel később elfogadta. Kezdeti lelkesedése ellenére 1907 augusztusára nyilvánvalóvá vált számára, hogy a szövegkönyv megzenésíthetetlen. 1908 februárjában fel is hagyott a próbálkozásokkal. Májusban Illicától kapott egy új szövegkönyvet, aki korábbi nézeteltéréseik ellenére is tisztelte Mascagnit. Ugyanakkor szüksége volt Mascagnira, hiszen 1908-ban Puccini is visszautasította a Marie Antoinette szövegkönyvét, és a Pillangókisasszony óta nem volt sikeres operája. Az új szövegkönyvet Lord Tennyson Lady Godiva költeménye alapján írta, és az Isabeau címet adta neki. Ez egy korábbi terve volt, vázlatát már 1904-ben papírra vetette, és megpróbálta Puccininek és Franchettinek is eladni. Mascagninak megtetszett a librettó és elfogadta. Miután Sonzogno is elfogadta, szeptemberben hozzálátott a komponáláshoz. A következő év tavaszán – Illicával közösen – több módosítást végzett el rajta. Munkáját azonban személyes okok miatt abba kellett hagynia, és 1910-ig félretette a művet.
Mascagni 1909-től kezdődően rendszeresen vezényelt szimfonikus hangversenyeken a Teatro Augusteóban, amelyeket a kritikusok kedvezően fogadtak. 1909 nyarán elvállalta a Teatro Costanzi igazgatását is. Teljesen átépíttette a színházat, javítva az akusztikán és felújíttatta a színpadi gépezetet. A zenekart és az énekkart is megújította. Műsorpolitikáját modern és klasszikus művek bemutatói jellemezték. 1911-ig maradt az operaház élén, amikor is az intézményt felügyelő bizottság felbomlott. Noha a színház Walter Mocchi kezében maradt, annak más tervei voltak, és Mascagni helyett feleségét, Emma Carellit ültette az igazgatói székbe. Igazgatóként utolsó előadására a Teatro Costanziban 1912. április 17-én került sor.
1910 tavaszán töltötte be negyvenhatodik életévét. A temperamentumos zeneszerző életében, aki a zenének élt, kevés idő jutott a szerelemnek. Fiatalkori szerelmét, Giuseppina Acconcit régen elfeledte, kapcsolata feleségével pedig már kihűlt, noha továbbra is az asszony intézte a család pénzügyeit. Ebben az évben egy váratlan esemény következett be, Mascagni beleszeretett Anna Lolliba, a Teatro Costanzi huszonegy éves kóristájába. Kibontakozó kapcsolatukat megszakította Mascagni nápolyi utazása. Ez alatt a néhány hét alatt többször is levelet váltottak, hol szerelmüknek adva hangot, hol pedig bűntudatuknak. Anna iránti érzelmeitől fűtve, 1910 áprilisában folytatta az Isabeau komponálását, de a határidő is szorította, mert 1909 őszén szerződést kötött egy amerikai impresszárióval egy öt hónapos turnéra, amelyen az Isabeau-t is be kellett mutatni. Az operát szeptember 2-ára, Anna születésnapjára fejezte be. Eközben Lina, aki névtelen levelekből értesült férje kapcsolatáról, egyre féltékenyebbé és gyanakvóbbá vált. Mascagni feleségére bízta új családi házuk berendezését, ő pedig Milánóba vonult, hogy meghangszerelje új művét, s Anna is vele tartott. Milánóban meglátogatta testvérét, Francescót, aki egy öregotthonban élt 1905-öt óta. Találkozott Puccinivel is, és ellátogatott A Nyugat lánya ősbemutatójára.  Noha továbbra is baráti kapcsolatban voltak, és néha-néha találkoztak és elbeszélgettek, a két zeneszerző közé éket vert örökös versengésük az operaházak színpadán. Mivel az Isabeu hangszerelésével még nem készült el, az amerikai turné elhalasztását kérte, majd november 27-én úgy döntött, hogy végleg lemondja azt. Decemberben visszaköltözött Rómába. Befejezte az Isabeaut, de tanácstalan volt annak jövőjét illetően.

### Dél-amerikai körút
1911-ben Mascagnit két jelentős probléma foglalkoztatta: először is hol mutatja majd be új operáját, illetve miként juthat újabb pénzforrásokhoz, ugyanis most már Anna Lollit is el kellett tartania. Január közepén Walter Mocchi egy dél-amerikai hangversenykörút javaslatával állt elő. Noha közben olasz operaházak, többek között a La Scala is érdeklődést mutatott az Isabeu iránt, egy hangversenykörút bevétele sokkal kecsegtetőbbnek tűnt. Másrészt Mascagni tudta, hogy Dél-Amerikában, különösen Argentínában és Brazíliában, sokkal műértőbb közönség előtt léphet fel, mint az Amerikai Egyesült Államokban. Áprilisban Genovába utazott, ahol frissen alakított társulatával hozzálátott az Isabeau próbáihoz. Április 15-én hajózott el Buenos Aires felé, ahová május 2-án érkezett meg. A bemutatkozó előadásra hat nappal később került sor a Teatro Coliseóban, Verdi Aidájával. Az Isabeau bemutatójára június 2-án került sor. A bemutató hatalmas siker volt, a kritikusok muzsikáját Debussyéhez és Richard Strausséhoz hasonlították. További nyolc Isabeau-előadás mellett színre vitték a Parasztbecsületet, a William Ratcliffet, a Fritz barátunkat, valamint A barátnőt. Június 21-én továbbutaztak Rosarióba, majd Rio de Janerióba, São Paolóba, Montevideóba is elmentek. A körútról október 31-én indultak vissza.

### Kapcsolata Gabriele D’Annunzióval

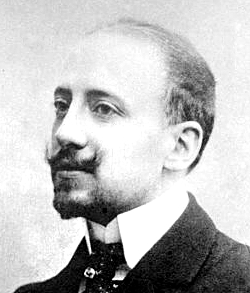
Gabriele D’Annunzio

Visszatérve Olaszországba, felvette a kapcsolatot a Sonzogno kiadóval, és megegyezett az Isabeau bemutatójáról. A művet 1912. január 10-én mutatták be a Scalában Tullio Serafin vezényletével, ugyanis Mascagni nem akart vezényelni. A Scalával kötött szerződése azonban úgy szólt, hogy  a mű premierjére csakis az ő vezényletével kerülhet sor, egy őáltala megjelölt operaházban. 1911 decemberében felkeresték a pénzügyi gondokkal küszködő velencei La Fenice elöljárói, de Mascagni nem vette komolyan az ajánlatukat. Amikor azonban másodszor is visszatértek egy kedvezőbb ajánlattal, Mascagni elfogadta azt. A bemutató dátumát január 18-ára tűzték ki, emiatt a Scalabeli bemutatót el kellett napolni 20-ára. Mivel a próbákkal megkésett a La Fenicében, megpróbálta a nápolyi bemutatót ismét elnapoltatni. A házat irányító bizottság azonban megtagadta kérését, így Milánóban és Velencében egyidőben, január 20-án zajlott le az Isabeau olaszországi premierje. A Buenos Aires-i sikert követően az elvárások magasak voltak. A közönség úgy Velencében, mint Milánóban melegen fogadta a művet, a kritikusok viszont vegyesen értékelték, és hiányolták belőle mindazt a modernitást, ami a korábbi műveit jellemezte. Az operát hamarosan bemutatták Olaszország más operaházaiban is, de eljutott New Yorkba, Chicagóba valamint Európa több operaszínpadára is.
Az Isabeau bemutatója után Mascagni új szövegkönyvet keresett. Hamarosan azonban a Sonzogno kiadóvállalat körüli pénzügyi botrány közepén találta magát. 1912-re, a Casa Musicale Sonzogno, amelyet Edoardo Sonzogno alapított a konkurens Ricordi kiadóvállalat ellensúlyozására, a csőd szélén állt, ugyanis Edoardo utódai, a fia, Riccardo és unokaöccse, Lorenzo nem tudtak megegyezni a vezetést illetően, és egymás ellen dolgoztak, remélve, hogy egyikük majd feladja és távozik. Mascagni, aki érdekelt volt az ügyben, hiszen műveinek bemutatási joga a Sonzogno kiadó tulajdonában volt, megegyezésre szólította fel a perlekedő fiatalokat. Renzo Sonzogno saját céget alapított, s ezzel párhuzamosan a Casa Sonzogno eladni kényszerült legértékesebb tulajdonait. Mascagni ekkor arra kérte az idős Edoardót, hogy hívja vissza Renzót, mert az jó lenne a cége számára, de az idős Sonzogno visszautasította. Mascagni ekkor úgy döntött, hogy Renzo Sonzognóhoz közeledik, ugyanis benne látott igazi üzleti érzéket.
1911-ben Renzo Sonzogno szerződést kötött D’Annunzióval egy szövegkönyv megírására, a költő egy korábbi műve, az Ugo e Parisina alapján. Remélte, hogy Claude Debussyt sikerül rávennie a zene megkomponálására. A költő azonban úgy érezte, egy olasz zeneszerző inkább képes lehet műve megzenésítésére. Renzo 1912 februárjában Mascagnit ajánlotta. D’Annunzio áprilisban elküldte a kész librettót neki, és Mascagni azonnal hozzálátott a komponáláshoz. D’Annunzio képviselte az olasz irodalomban azt, amit az olasz zenében Mascagni, a megújítást, és noha korábban lesújtóan nyilatkozott a zeneszerzőről, 1912-re a véleménye radikálisan megváltozott.
1912 nyarán magánélete is jelentős változáson esett át, ugyanis Lina bizonyosságot szerzett Anna Lollival folytatott viszonyáról. Mivel Mascagni képtelen volt ilyen körülmények között komponálni is és szembenézni magánéleti válságával, D’Annunzio meghívására a franciaországi Arcachonba utazott Lollival. Nem tudni pontosan, mi zajlott le az ezt megelőző napokban Mascagni és felesége között, egyes pletykák szerint a dühös Lina késsel támadt férjére, tény azonban, hogy július 12-én a legfontosabb napilapok arról cikkeztek, hogy a zeneszerző megszökött szeretőjével.
Franciaországban hozzálátott a Parisina komponálásához. D’Annunzio szinte naponta meglátogatta, és közösen megállapodtak egyes részleteket illetően. Október közepére az opera több mint felével készen állt. Ekkor levelet kapott Renzo Sonzognótól, amelyben felesége, Lina kért egy találkozót tőle. Mascagni Genovába utazott, ahol sikerült kiegyeznie feleségével. Lina vállalta, hogy elfogadja Lolli jelenlétét, bár a későbbiekben egyre nehezebben tudta ehhez tartani magát. Mascagni visszatért Franciaországba, ahol folytatta a komponálást, de decemberben visszatért Rómába, ahol súlyos depresszióba esett és képtelen volt tovább dolgozni. Az operát végül március 28-ára fejezte be, a hangszerelést pedig november végére. A bemutató időpontját december 15-ére tűzték ki. Ősszel házat vásárolt Milánóban. Noha különösebben nem vonzotta a város, Lina viszont rajongott érte és ezáltal kevesebbet foglalkozott férje kapcsolatával. Az ősz folyamán Emy lánya férjhez ment egykori tanítványához, Guido Farinellihez. Mimi fia a Genovai Egyetemen tanult és élte gátlástalan életét apja pénzén, nagyobbik fia, Dino pedig a torinói egyetemen tanult, és az autók bolondja volt. A Parisina próbái a Scalában jól haladtak. A várakozások magasak voltak, a premieren jelen volt Puccini, Giordano, Boito, Franchetti, Zandonai és Alfano is. A közönség meleg fogadtatásban részesítette, de a több mint négy órás opera végére belefásultak a figyelembe és a tapsba. A kritikusok kiemelték a zene finomságát, viszont kihangsúlyozták, hogy túl hosszú a mű, emiatt a következő bemutatókra Mascagni jelentősen lerövidítette. Noha egyike Mascagni legambiciózusabb szerzeményeinek, és talán a legszebb zenéjét tartalmazza, az operát a hossza miatt csak ritkán adták elő már Mascagni életében is.

### Próbálkozások filmzenével
Az 1910-es években gyorsan hódított teret a mozi. Mivel ekkoriban a némafilmek zenéjét helyi zenekarok biztosították, Mascagni úgy döntött, hogy megpróbálkozik ezzel a műfajjal is: filmzenét ír. 1914 májusában szerződést írt alá a Cines filmforgalmazóval két filmzene megírására. Az első film címe a Rapsodia satanica volt, amely a Faust-legenda egy feldolgozása, a második pedig egy dokumentumfilm volt Giuseppe Garibaldi életéről. Mascagni teljes erővel látott hozzá a zene megírásához, és ekkor szembesült a filmzeneírás első sajátosságaival: a zenét másodpercre pontosan a filmhez kellett igazítani, nem lehetett az operaszínpadhoz hasonlóan, a cselekményen, a színészek játékán változtatni.
Időközben anyagi gondjai adódtak. Riccardo Sonzogno, aki a Casa Musicale di Sonzogno igazgatójaként korai műveinek bemutatási jogát birtokolta, visszatartotta honoráriumát, és a jelentős összeg, amelyet dél-amerikai útja során összegyűjtött, jelentősen megcsappant. Ezzel párhuzamosan családjának költségei egyre csak növekedtek. Támogatta Emy lányát, akinek férje még csak most indult a karmesteri pályán, s kevesebb mint egy évvel házasságuk után úgy tűnt, kapcsolatuk romba dőlt. Mascagni támogatta két testvérét is. Öccse, Paolo, tuberkulózisban szenvedett és nem tudta családját fenntartani, Francescóra pedig egy milánói öregotthonban vigyáztak. Kapcsolata Linával egyre inkább romlott, egyedül Anna Lolliban lelt megértő partnerre. Mindezek tükrében érthető miért temetkezett munkába, miért fecsérelte tehetségét filmzene írására. A Rapsodia satanica zenéje 1915 februárjára lett kész, a filmet azonban csak jóval később, 1917. július 2-án mutatták be Rómában.

### Az első világháború idején

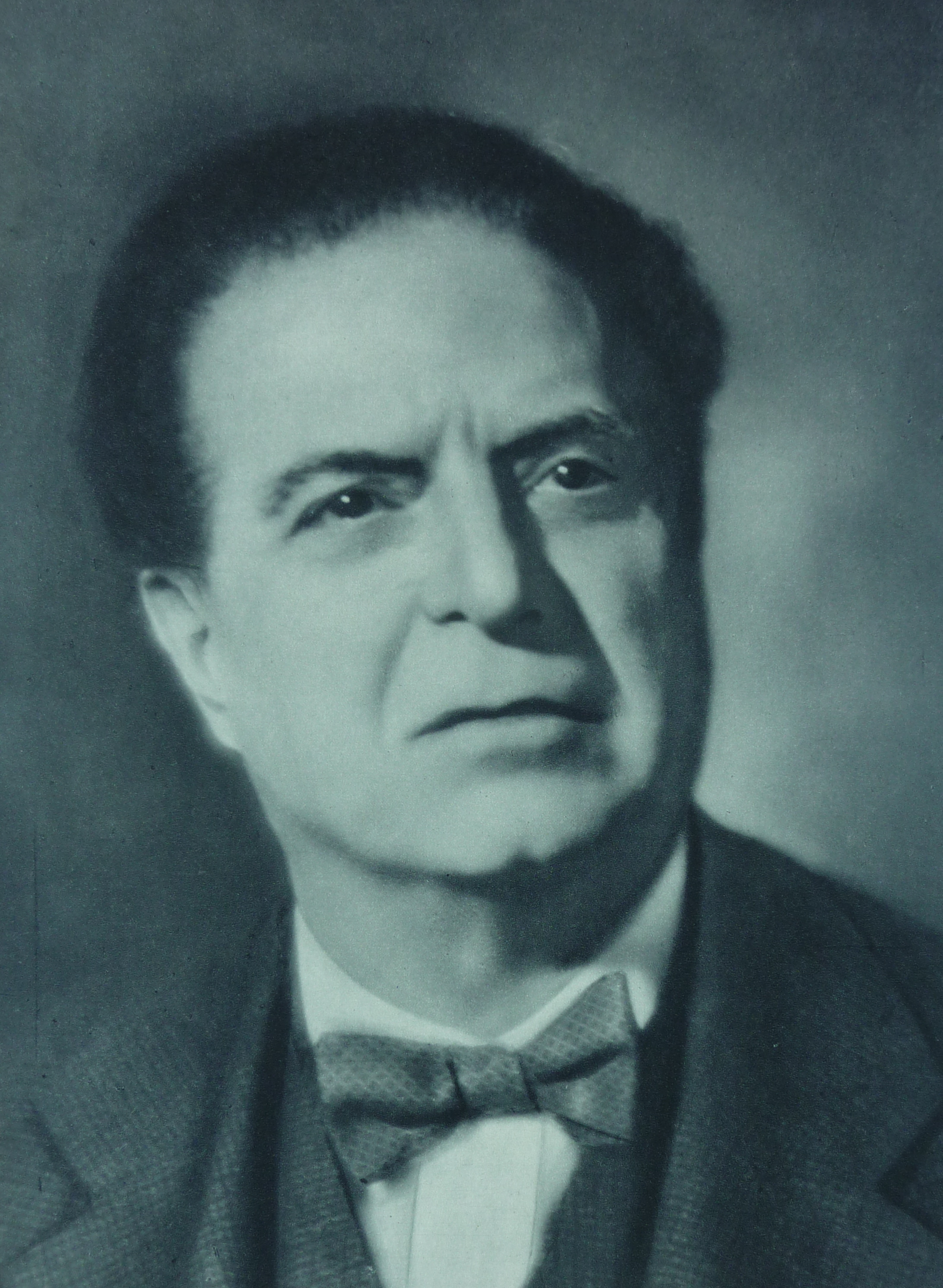
Mascagni 1915 körül.

Az első világháború kitörése után, 1915 elején Mascagni visszatért Rómába, ahol a Teatro Quirinaléban bemutatták a Fritz barátunkat, valamint részt vett Rossini elfeledett nagyoperájának, a Mózesnek a felújításán. Az operát április 29-én Firenzében is bemutatták. A szünetben Mascagni lázasan összeesett, de az előadást még be tudta fejezni. Másnap Livornóban már erre sem volt képes. Orvosai aranyeret állapítottak meg, és fájdalmai enyhítésére morfiummal injekciózták. Állapota a következő hetekben rosszabbodott, annyira, hogy képtelen volt a pódiumon állni. Milánóba visszatérve keserűen tapasztalta a háborús mobilizációt, de – mint az Anna Lollinak írott leveleiből kiderül – továbbra is bízott abban, hogy a háború elkerülhető. Milánóban visszavonult a lakásába, ahol sokféle kúrát kipróbált, hogy elkerülje a sebészi beavatkozást, amelyet orvosai sürgettek.
Amint Olaszország is belépett a háborúba, Mascagni két fia is bevonult, apjuk heves ellenkezése ellenére. Dino azonnal jelentkezett, Mimi előbb be akarta fejezni az urbinói egyetemen végzett tanulmányait. Mascagni is belevetette magát a háborús propagandagépezetbe, és minden erejét jótékony célú hangversenyek szervezésére fordította, de megtagadta hazafias dalok komponálását, s ezzel pályatársai és a közönség ellenszenvét vívta ki. Innocenzo Cappa parlamenti képviselő egy 1918-as beszédébe őt is és Puccinit is nemzetárulónak minősítette. Egy, az olasz vöröskereszt számára készült lemez számára írt egy dalt Bimba bionda (Szőke kislány) címmel, Anna Lolli versére.
A bírósági tárgyalás előestéjén az alig negyvenéves Riccardo Sonzogno váratlanul meghalt, helyét Renzo vette át, aki addig is támogatta Mascagni törekvéseit. Ügyvédei figyelmeztetései ellenére Mascagni kiegyezett Renzóval. Szerződést is kötöttek egy új opera megírására, amelyet 1918 novemberéig kellett megkomponálnia. A szövegkönyvet Forzanótól kapta, címe: Lodoletta. Szeptemberben kezdtek el dolgozni a szövegkönyvön Milánóban, de a zeneszerzőt zavarta, hogy a librettista nem szenteli teljes idejét a mű elkészítésére, és folyamatosan ingázik más kötelezettségei között. Decemberben, javarészt saját maga végezve a szövegkönyv módosításait, elkészült az első két felvonással. Ezt követően Livornóba utazott, ahol Linával töltött néhány hetet. Remélte, hogy művét Rómában, a Teatro Costanziban tudja majd bemutatni, de Sonzogno végül a La Scala mellett döntött. A dühös Mascagni levelet írt Sonzognónak, amelyben tudatta vele, hogy az operát visszavonja, és csak november 16-án, a szerződés lejáratának napján adja csak át. Sonzogno erre visszalépett a milánói bemutatótól, és beleegyezett, hogy a Teatro Costanziban mutassák be a darabot áprilisban. Mascagni 1917. április 1-jén érkezett Rómába a mindössze két hónap alatt befejezett és meghangszerelt operával, s a bemutatóra 30-án került sor. A művet kedvezően fogadták, de nem aratott átütő sikert. A kritikusok szerint a mű semmi újat nem hozott, ugyanakkor kiemelték a rosszul összeválogatott szereplőgárda gyenge szereplését. A következő, livornói bemutatón az opera már sokkal jobban szerepelt, köszönhetően elsősorban a szereplőgárdának, amelyet többek között Beniamino Gigli neve fémjelzett. A harmadik bemutatón, Buenos Airesben, a főszerepeket Gilda Dalla Rizza és Enrico Caruso énekelték.
Az 1917-es esztendő másik nagy eseménye – ezúttal családi jellegű – első unokájának megszületése volt, augusztus 30-án. Emy és Guido Farinelli Pietromarcellónak keresztelték fiukat. A gyerek születése ellenére Emy házassága tönkrement, és a gyerekével együtt hazaköltözött szüleihez. A caporettói áttörés következményeképpen Dino fia hadifogságba esett, és egy nyugat-magyarországi táborban raboskodott. Vatikáni segítséggel sikerült élelmet és ruhát küldenie neki.

### Az első operett
Mascagni egyre romló pénzügyi helyzete miatt arra kényszerült, hogy elvállalja egy torinói filmszínház karmesteri állását. Naponta kétszer vezényelte a Rapsodia satanicát. Egy hónap múlva súlyos hörghuruttal és bal lábának köszvényével ágynak esett. Csak április közepén utazott vissza Milánóba, ahol váratlanul meglátogatta Carlo Lombardo, neves operett-zeneszerző és -népszerűsítő, aki Silvano című operáját átírta operettnek, és kérte a beleegyezését a színrevitelhez. Mascagni eleinte hevesen tiltakozott, de a felajánlott pénzösszeg hatására mégis beleegyezett, hogy a Lombardo által átdolgozott librettó alapján új zenét ír. A műnek a Sì (Igen) címet adta. Az operaszerzők, így Mascagni is, lebecsülték az operett műfaját, vonakodtak tőle. Az első, aki szakított e beidegződéssel, Ruggero Leoncavallo volt, aki már az 1910-es évek elején foglalkozott operettírással. Új művének több mint a felét papírra vetette augusztusban, de ezt követően Milánóba utazott, ahol a Teatro Lirico őszi szezonját vezényelte. Novemberben, az olasz hadiszerencse fordultával, nagy örömére, fia is hazatért a háborús fogságból. Rövid, közösen eltöltött idő után Nápolyba utazott, ahol a San Carlo 1919-es karneváli szezonját kellett előkészítenie és vezényelnie.

### A kis Marat
Az olasz gazdasági és politikai élet háború miatti gyors romlása a háború következményeként arra ösztönözte, hogy egy forradalmi témájú műben valljon igazság- és szabadságeszméjéről. Noha az ötlet már a háború kitörésekor megfogalmazódott benne, a szikrát Gioacchino Forzano librettója adta, amelyet Robespierre élete ihletett. Ezt a librettót nem tartotta vonzónak, viszont komolyan gondolkodott egy, a nagy francia forradalomból ihletett mű megírásán. Forzano ekkor egy újabb librettóvázlatot mutatott neki Louis Gosselin Les Noyades de Nantes (Nantes elsüllyedése) és Victor Martin Sous la terreur (Félelem alatt) című művei alapján. A mű A kis Marat címet viselte. 1919 áprilisában Mascagni Rómába utazott és hozzálátott a komponáláshoz. Júniusban megszakította munkáját és Livornóba utazott, mert elvállalta az operai szezon vezénylését. Szülővárosában folytatta az Igen komponálását, amelynek bemutatóját őszre tűzték ki a római Teatro Quirinóban. A mű hangszerelésében segítségére volt unokatestvére, Mario. Az operettet augusztus végére írta meg. Ezt követően ismét hozzálátott A kis Marat komponálásához, a munka azonban nem ment zökkenőmentesen. Levelet kapott Anna Lollitól, aki a „szabadságát” kérte tőle. Kilencéves kapcsolatuk több ízben is túlfeszítetté vált, s ennek az volt az oka, hogy Anna házasságot és családot szeretett volna, de világossá vált számára, hogy Mascagni – korábbi próbálkozások ellenére – nem fogja elhagyni feleségét, elsősorban az ezt követő előreláthatóan nagy botrány miatt. 1919-ben a harmincéves Lolliban tudatosult, hogy abban az esetben, ha folytatja kapcsolatát a zeneszerzővel, fel kell hagynia álmával egy férjről és gyerekekről. Kapcsolatuk csak 1921-ben rendeződött, de kettejük vitái és szemrehányásai a zeneszerző élete végéig megmaradtak.
Mascagni A kis Marat komponálásába temetkezett, olyannyira, hogy az Igen 1919. december 13-ai bemutatóján sem jelent meg. Az operettet a közönség csalódással fogadta, ugyanis a Mascagni által korábban beharangozott „jelentős újítások” elmaradtak belőle. Hűvös fogadtatása ellenére hamar elterjedt az olaszországi színházakban, sőt 1925-ben német nyelvre is lefordították.
1920 januárjában készen állt A kis Marat első és harmadik felvonása. A második felvonáson dolgozott Forzanóval, amikor Puccini Torinóba hívta a librettistát az Il trittico bemutatójára. Mascagni úgy érezte, hogy Forzano cserben hagyta őt, ezért felkérte Targioni-Tozzettit, hogy segítsen befejezni a művet.
Az opera első közép-európai bemutatója Magyarországon, a szegedi színházban volt.

### Mascagni és a bolsevikok

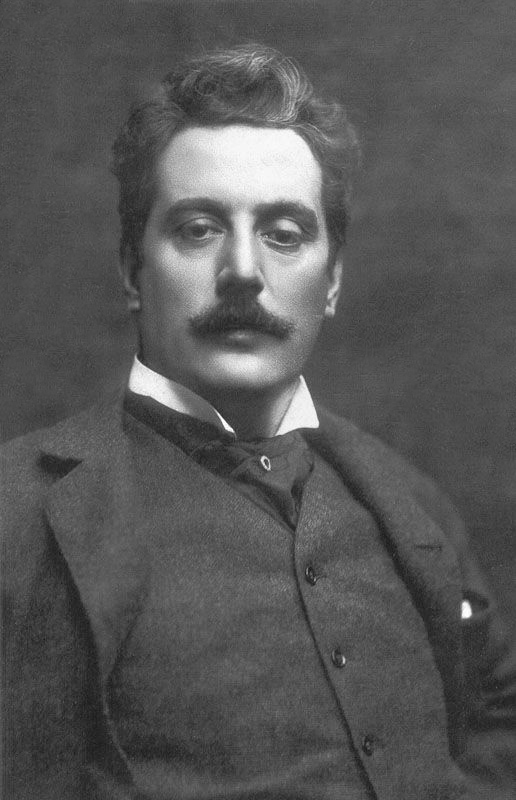
Giacomo Puccini

1919 és 1920-ban az úgynevezett „két vörös évben” (biennio rosso) Mascagni a munkásosztály pártjára állt, és többször is meglátogatta a livornói hajógyárat elfoglaló munkásokat, támogatásáról biztosítva őket. Mascagni nyílt szerepvállalásának híre csakhamar bejárta az egész országot, Mussolini újságja, az Il popolo úgy írt az eseményről mint Mascagni-féle bolsevizmus, és élesen bírálta a zeneszerzőt, aki szerintük elveszítette tehetségét és a politikában próbál új utakat keresni. 1921-ben azonban nyilvánvalóvá vált, hogy a szocialista fellángolásnak vége, és a fasiszták kerültek hatalomra, akik szemében Mascagni ellenség volt.
A politikai helyzet normalizálódásával 1921. május 2-án a római Teatro Costanziban bemutatták A kis Marat-t. A bemutató hatalmas siker volt, a kritikusok is kedvezően fogadták. Az operát hamarosan Olaszország más városaiban is bemutatták, de eljutott Európa és Dél-Amerika jelentős operaházaiba is. Hatalmas sikere ellenére azonban hamarosan lekerült repertoárról, mivel csak kevés énekes vállalta a nagyon nehéz és megerőltető főszerepeket.
A politikai élet változásával Mascagni arra kényszerült, hogy bolsevik nézeteit ellensúlyozza, ennek ellenére a fasiszták továbbra is ellenségüknek tartották. 1921-ben felmerült egy újabb közreműködés Gabriele D’Annunzióval, de a terv nem valósult meg, mert a költő Mascagni zenéje nélkül akarta színre vinni művét. 1921 őszén fia, Mimi bejelentette házassági szándékát egy 17 éves egyiptomi lánnyal. A zeneszerző áldását adta rá, és meghívta az ifjú párt, hogy lakjanak házában. Ez tovább súlyosbította pénzügyi helyzetét, ami arra kényszerítette, hogy 1922 tavaszán elfogadja Walter Mocchi ajánlatát egy dél-amerikai hangversenykörútra. Mascagni május 23-án mutatkozott be a Buenos Aires-i közönség előtt A kis Marat című operájával. A sikert beárnyékolta, hogy az olasz társulattal párhuzamosan egy német társulat is vendégeskedett a városban, és az argentin zenekritikusok láthatóan előnyben részesítették Richard Wagner műveit Mascagni ellenében. Egy hónap után kérdésessé vált a körút sorsa. Buenos Aires után Rosarióba és Cordobába utaztak, ahol már sokkal kedvezőbben fogadták őket. Az utolsó állomás, Rio de Janeiro, után visszatért Olaszországba, ahol időközben Mussolini lett a miniszterelnök. Sikeres bolognai és piacenzai vezénylései után közelebb került a fasiszta körökhöz, és 1923 januárjában sikerült elérnie egy audienciát Mussolininél, aki ugyan meghallgatta, de figyelmen kívül hagyta. Mascagni a Dél-Amerikában elszenvedett sérelmeken próbált bosszút állni, és úgy Mussolini előtt, mint konferenciákon Walter Mocchit hibáztatta a Buenos Airesben történtek miatt.
Augusztusban visszatért Livronóba, ahol ismét depresszióba zuhant. Gyógyulási időszakában ismét elővette a Vistilia vázlatait, de aztán végleg lemondott a műről, mert felismerte librettójának végzetes hiányait. Ősszel Trevisóban, Bolognában majd Rómában vezényelt, ahol utoljára találkozott Puccinivel, ugyanis pályatársa egy évvel később egy brüsszeli szanatóriumban elhunyt.

### Kényszerű száműzetés
Decemberben Velencében vezényelte A kis Marat-t, majd karácsonyra visszatért szülővárosába. Az új esztendőt Rómában köszöntötte három hangversennyel. Innen Bariba utazott, majd Cerignolába, ahol közel húsz éve nem járt. Az utcát, ahol egykori háza állt, róla nevezték el. Az év során egy hosszú, belföldi körútra indult: vezényelt és saját műveit reklámozta. Pénzügyi helyzete tovább romlott, hiszen Lina mellett Anna Lolli eltartásáról is gondoskodnia kellett, ugyanakkor ő tartotta el gyermekeit és azok családját. 1923-ban már nem tudott elegendő pénzt összegyűjteni Olaszországban, ezért úgy döntött, hogy külföldön próbálkozik. Közép-Európában mindig is népszerű volt, ezért júliusban Bécsbe utazott, hogy elvezényelje az Aidát. Az osztrák fővárosban nagy lelkesedéssel fogadták, és sikerének köszönhetően más városokba is meghívást kapott, többek között Berlinbe is. Ősszel visszatért Bécsbe, és lemondta az összes olaszországi vállalását. Úgy döntött, hogy beláthatatlan ideig itt marad. Nem tudni pontosan, mi váltotta ki ezt a döntését, valószínűleg közrejátszott az is, hogy otthon, korábbi politikai megnyilvánulásai miatt, olaszellenesnek tartották. Ez különösen fájó volt számára, hiszen egész életében az olasz zene népszerűsítéséért és megújításáért küzdött. Bécsben a Staatsoper rendszeresen foglalkoztatta, de fellépett Prágában, Pozsonyban, Budapesten, Varsóban és Belgrádban is.
A következő év októberében biztató híreket kapott barátaitól, aki közbenjártak érdekében, és sikerült enyhíteniük a fasiszta rezsim iránta érzett ellenszenvét. A befolyásos livornói fasiszta politikus, Costanzo Ciano járt el ügye érdekében, Mussolini rendelete viszont az volt, hogy csakis akkor térhet vissza, ha egy explicit gesztust tesz a rezsim támogatására. Mascagni egy táviratot küldött a Ducénak, amelyben biztosította támogatásáról, s 1925. november 25-én egy személyes találkozóra is sor került kettejük között, aminek eredménye a zeneszerző „megbocsátása” volt.
A következő években Mascagni mindent elkövetett, hogy Mussolini és a fasiszta rezsim kedvében járjon, ezt a Duce értékelte is, és megbízta a zeneszerzőt, hogy vegyen részt 1927-ben a Beethoven halálának századik évfordulója alkalmából szervezett ünnepségeken, Bécsben. 1927 végén, közel öt év kihagyás után ismét komponálni kezdett: a fasiszta szakszervezeti mozgalom számára írt himnuszt Edmondo Rossoni szövegére. A Canto del lavoro grandiózus mű volt, Milánóban 900 tagú kórussal és 140 tagú zenekarral mutatták be. Mascagni törekvéseinek elismerése volt, amikor 1929-ben beválasztották az Olasz Királyi Akadémia tagjai közé, amelyet francia modell alapján szerveztek meg. Mascagni ugyan unalmasnak és fárasztónak tartotta akadémiai kötelezettségeit, de a titulussal járó tiszteletdíj számottevő volt, és javított pénzügyi helyzetén.

### APinottabefejezése
1927 szeptemberében lakhelyet váltott, és a grandiózus Via Pón álló neoklasszicista villából átköltözött a Hotel Plaza egyik lakosztályába, ahol élete végéig élt és dolgozott. Livornói házát eladta, értékes berendezési tárgyait római villájába küldte, ahol gyermekei laktak továbbra is. Lina időközben belenyugodott a szerelmi háromszögbe, elfogadta Anna Lollit, aki ezentúl naponta látogatta a zeneszerzőt új otthonában.
Mascagni továbbra is megőrizte népszerűségét a közönség körében, műveit rendszerint játszották, de egyre távolabb került a fiatal generációk által képviselt mozgalmaktól. A zenei életben marginalizálódott, s ez kiváltotta ellenszenvét a fiatalok iránt, akiket modernistáknak, futuristáknak nevezett. Remélte, hogy felajánlják neki a Teatro Costanzi igazgatói székét, illetve remélte, hogy Arturo Toscanini helyébe léphet a Scalában. Miután álmai nem valósultak meg, paranoia uralkodott el rajta, hitte, hogy egy országos összeesküvés áldozata, pedig műveit töretlenül játszották országszerte: Verdi, Puccini és Wagner után az ő operáit játszották a leggyakrabban.
Az 1920-as évek végére úgy tűnt, hogy Mascagni végleg felhagyott a komponálással, de erről szó sem volt, mindössze az idősödő zeneszerző tempója lassult. 1927-ben, Anna Lolli közbenjárására, Mascagni és Forzano kibékültek, és egy új opera tervén kezdtek dolgozni Manzoni I promessi sposi című történelmi regénye alapján. A tervet azonban hamarosan félretette, mivel Forzanónak nem volt elegendő ideje foglalkozni a szövegkönyvvel.
1930-ban a La Scala felkérte, hogy dolgozza át Az álarcosok című művét, amelyet 1931-ben akartak színre vinni. Az átdolgozásban Forzano segített, így 1931. március 8-án ismét bemutatták a már szinte elfeledett művet. A bemutató hatalmas siker volt, és a mű rövid időre ismét visszatért az operaházak műsorára.
1931-ben egy véletlennek köszönhetően visszatért abba a milánói bérházba, ahol tanulóévei során lakott. Fiatalkori partitúráit és jegyzeteit hagyta itt zálogként, miután nem tudta lakbérét fizetni. Most, közel ötven évvel később nagy meglepetés érte, amikor viszontláthatta fiatal korának emlékeit, többek között a Pinotta befejezetlen partitúráját. Targioni-Tozzetti segítségével átdolgozta Soffredini szövegkönyvét, befejezte a zene komponálását. Művét 1932-ben mutatták be San Remóban, hatalmas sikerrel. A kritika kedvezően fogadta, elsősorban a mű szentimentális értékének köszönhetően nem érték keményebb kritikák.

### Az utolsó évek
A Pinotta sikerén felbuzdulva Mascagni úgy határozott, hogy egy újabb operát ír, s Arturo Rossato költőt kérte fel a szövegkönyv megírására. A témát közösen választották ki: Pietro Cossa Nerone című drámáját. A szövegkönyvet 1932 októberére írta meg Rossato, a zeneszerző pedig decemberben látott hozzá a komponálásához. Egykori operatervéből, a Vistiliából számos részletet beledolgozott új művébe. Mivel kapcsolatuk ismeretlen okokból megromlott, ismét Targioni-Tozzettihez fordult segítségért. Az utolsó hangjegyeket szeptember végén vetette papírra. A kényes témaválasztás miatt – kegyetlen diktátor – a mű bemutatása politikai kérdéssé vált, emiatt nem is érte meglepetésként, hogy az opera római bemutatóját megvétózták, de a művet nem tiltották be. A bolognai színház jelezte, hogy bemutatná a művet. Júliusban a La Scala is felajánlotta, hogy színre viszi a művet. A bemutatót következő év januárjára tűzték ki. Az operaház nem kímélt semmiféle költséget, pazar kosztümöket és díszletet rendelt a bemutatóra. Az előadás hatalmas siker volt, ennek ellenére Rómában továbbra sem engedélyezték a bemutatót. A Neronét bemutatták még Livornóban és Bolognában is, valamint Zürichben, ezt követően több mint ötven évig lekerült műsorról.
1935-ben Mussolini csapatai lerohanták Etiópiát. A háborúban életét vesztette a zeneszerző fia is, Dino. Az esemény különösen megviselte Mascagnit, az elveszett fia iránt érzett fájdalom élete végéig kísérte, és hozzájárult egyre súlyosbodó depressziós rohamai kialakulásához. Hetvenhárom évesen sem tudott lemondani a munkáról, hiszen továbbra is el kellett tartania népes családját. Évente 25–40 előadást vezényelt, ami az előkészületekkel és próbákkal együtt azt jelentette, hogy évente 30–40 napot volt úton. A külföldi felkéréseket már visszautasította. Egy 1940-es németországi hangversenykörút visszamondása a rezsim nemtetszését váltotta ki. Az 1930-as évek végén eluralkodott rajta az érelmeszesedés, így már csak ülve volt képes vezényelni. Anna Lolli unszolása ellenére sem kezdett hozzá újabb opera megírásához. Keveset írt, ezek közül a legjelentősebb XII. Piusz pápának írt hat dala. 1939-ben megpróbált közbenjárni pályatársa, Franchetti érdekében, aki a fasiszta zsidóellenes törvények áldozata lett.
1940-ben a rezsim úgy döntött, hogy méltó ünnepséget szervez a zeneszerző első sikerének ötvenedik évfordulója alkalmából. Az ünnepségeket Velencében nyitották meg a Parasztbecsület előadásával.
Közben Olaszország hadba lépett, így megszorításokra került sor a zenei világban is. Mascagni utoljára 1940-ben vezényelt állandó jelleggel. 1941-re egészségi állapota annyira leromlott, hogy nem bírt hosszabb ideig állni. Egy 1942-es előadáson már kerekesszékben tolták ki a színpadra. Utolsó előadását – a Parasztbecsületet – 1944 februárjában vezényelte. Ezt követően visszavonult lakosztályába, ahol Anna Lolli és barátai látogatták rendszeresen. A hotelszobában élte át a háborús változásokat, Mussolini hatalmának megdöntését, a Wehrmacht bevonulását. Közeli kapcsolatba került XII. Piusz pápával, akitől segítséget kért tüdőbeteg unokája, Lina gyógyulásáért.
1945. augusztus 1-jén fertőzéses hörghurut támadta meg, amit a délután során heves láz követett, és hamarosan kómába esett. Másnap reggel, augusztus 2-án meghalt. Augusztus 4-én temették, az eseményen közel kétszázezren vettek részt. A Verano-temetőben helyezték örök nyugalomra. Földi maradványait 1951-ben áthelyezték a livornói Misericordia-temetőbe.

## Művészete és öröksége

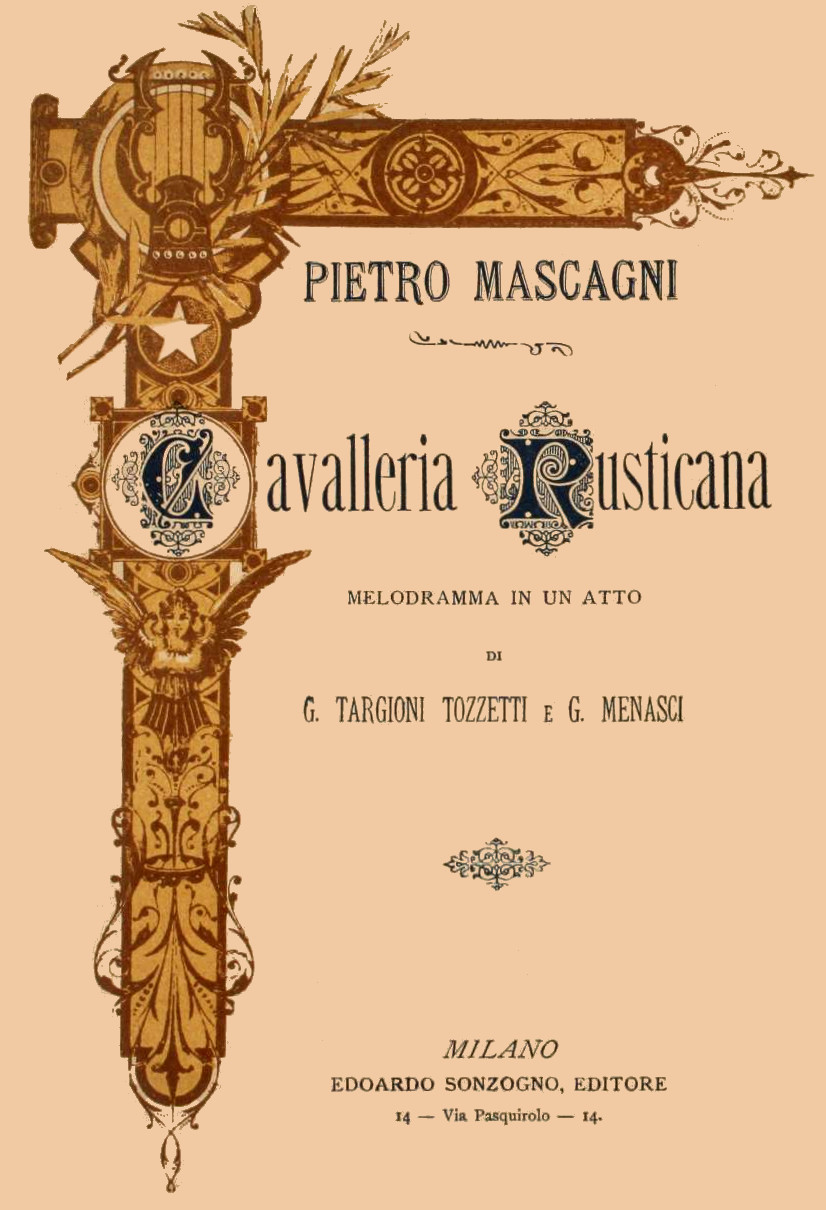
A Parasztbecsület librettójának borítója

A 19. század végén, Giuseppe Verdi visszavonulása után, űr keletkezett az olasz zenei életben, amelyet a kor nagy zeneszerzői (Amilcare Ponchielli, Alfredo Catalani, Arrigo Boito) csak részben vagy egyáltalán nem tudtak betölteni. Ebben az időszakban az olasz operában is egyre hangsúlyosabban jelentkezett Richard Wagner hatása, ami a dallam és az éneklés hazájában nem volt természetes jelenségnek tekinthető. Szükség volt reformra, vagy legalábbis friss színre, új hangra az olasz operairodalomban, olyan változásra, ami nem az olasz sajátosságoktól idegen oldalról jelentkezik, nem a szimfonikus elemek uralomra juttatására törekszik, hanem a nemzeti sajátosságokból indul ki, és iránya a belső fejlődés törvényeihez igazodik.
Ebben a közhangulatban indult Pietro Mascagni pályája 1890-ben, amikor Rómában bemutatták egyfelvonásos operáját a Parasztbecsületet. Ez az opera magába foglalta mindazt, amit az olasz opera reformjától vártak. A Parasztbecsület bemutatóját tekintik a verizmus kezdetének. Ez mind témájában, mind zenei formavilágában a való élet eseményeinek bemutatását tekinti célkitűzéseinek Hatásos, a változó érzelmekhez igazodó, többnyire rövid dallamívekkel tagolt melódiák, gazdag hangszerelés, a mesterkéltség legteljesebb kerülése jellemzi ezt az irányzatot. A világos szerkezetű, drámai erejű Parasztbecsület ízig-vérig olasz muzsika, a szicíliai népi melodika szülötte. A bel canto diadala a deklamáció felett, az elemi erejű szenvedélyeké a Wagner-epigonok ál- vagy akár valódi pátosza felett. Fő jellemzői a rikító hangszínek, a harsány zenekari hangzások és a finomabb költői hangulat csaknem teljes hiánya. A mű egyetlen lírai nyugvópontja az intermezzo, ennek finoman szőtt bevezetése, majd szélesen áradó melódiája, végül pedig gyengéd kicsengése Mascagni muzsikájának legemelkedettebb pillanatai. A hangszerelés nyers, de mindenütt biztos kézre vall. Mascagni ragyogóan ismeri a kórus kezelésének leghatásosabb eszközeit. Jellemző a bevezető kar-rész, melyben az egyes csoportok előbb külön-külön szólalnak meg, majd témáikat megtartva egybefonódnak. Az egyes hangok, hangosztályok lehetőségeit éppúgy ismeri, mint az együttesekét. Az áriák, duettek dallamai hatásosak, kifejezőek, de nem túl választékosak. Lemondanak a finomabb hatások kereséséről, színpadiassá válnak, sőt néhol már szinte a jó ízlés határát súrolják. Ezek a melódiák különösebb zenei képzettség nélkül is azonnal megérthetők és könnyen követhetők.
Mascagni nem vett tudomást az öreg Verdi törekvéseiről, aki éppen abban az időben teremtette meg az átkomponált dalművet (Falstaff). Mascagni kitartott a zárt számok mellett, amelyeket melodikus zenei anyaggal fűzött szorosan össze. Így az egész mű igen egységes, zárt alkotás képét nyújtja. Mondanivalóját jól tömöríti, a drámai feszültség végig növekszik.
A zenetörténet értékelése szerint a Parasztbecsületet jellemző, később verista stílusként meghatározott szerkesztésmód és dallamvezetés, sokkal inkább véletlen, ösztönös ráérzés volt, mint tudatos útkeresés eredménye. Mascagni, műve elsöprő sikere után sem ismerte fel e kompozíciós technika jelentőségét, a műfaj egészének megújulásával kecsegtető voltát, ami azután mások – elsősorban Ruggero Leoncavallo, Francesco Cilea, Umberto Giordano, egyes műveit tekintve Giacomo Puccini és Franco Alfano – munkásságában testesedett ki igazán. Ő maga visszatért egy korábbi, döntően a romantika jegyeit hordozó irányzathoz (William Ratcliff), de kipróbálta magát a szimbolikus zenedráma (Iris), a szentimentális melodráma (Lodoletta) műfajában és az opera buffában is (Az álarcosok).
A Parasztbecsület mellett a Fritz barátunk Mascagni másik operája, amely a világ operaszínpadain ma is több-kevesebb rendszerességgel jelen van, jóllehet ismertsége nem vetekedhet az előbbivel. Az opera hétköznapi és mégis megható, jól követhető történet, hatásosan felépített felvonások, boldog befejezés, szép melódiák.

## Művei

### Operák
| Eredeti cím          | Magyar cím        | Szövegkönyvíró                                            | Az ősbemutató dátuma | Az ősbemutató helye |
| -------------------- | ----------------- | --------------------------------------------------------- | -------------------- | --- |
| Cavalleria rusticana | Parasztbecsület   | Giovanni Targioni-Tozzetti, Guido Menasci                 | 1890. május 17.      | Teatro Costanzi, Róma |
| L’amico Fritz        | Fritz barátunk    | Nicola Daspuro, Giovanni Targioni-Tozzetti, Guido Menasci | 1891. október 31.    | Teatro Costanzi, Róma |
| I Rantzau            | A Rantzau fivérek | Giovanni Targioni-Tozzetti, Guido Menasci                 | 1892. november 10.   | Teatro della Pergola, Firenze |
| Guglielmo Ratcliff   | William Ratcliff  | Andrea Maffei                                             | 1895. február 16.    | Teatro alla Scala, Milánó |
| Silvano              | Silvano           | Giovanni Targioni-Tozzetti                                | 1895. március 25.    | Teatro alla Scala, Milánó |
| Zanetto              | Zanetto           | Giovanni Targioni-Tozzetti, Guido Menasci                 | 1896. március 2.     | Liceo Musicale Rossini, Pesaro |
| Iris                 | Iris              | Luigi Illica                                              | 1898. november 22.   | Teatro Costanzi, Róma |
| Le Maschere          | Az álarcosok      | Luigi Illica                                              | 1901. január 17.     | Teatro alla Scala, Milánó Teatro Carlo Felice, Genova Teatro Regio (Torino) Teatro Costanzi, Róma Teatro La Fenice, Velence Teatro Filarmonico, Verona |
| Amica                | A barátnő         | Paul Choudens, Guido Menasci                              | 1905. március 16.    | Opéra de Monte Carlo, Monte-Carlo |
| Isabeau              | Isabeau           | Luigi Illica                                              | 1911. június 2.      | Teatro Colón, Buenos Aires |
| Parisina             | Parisina          | Gabriele D’Annunzio                                       | 1913. december 15.   | Teatro alla Scala, Milánó |
| Lodoletta            | Lodoletta         | Giovacchino Forzano                                       | 1917. április 30.    | Teatro Costanzi, Róma |
| Il piccolo Marat     | A kis Marat       | Giovacchino Forzano                                       | 1921. május 2.       | Teatro Costanzi, Róma |
| Pinotta              | Pinotta           | Giovanni Targioni-Tozzetti, Alfredo Soffredini            | 1932. március 23.    | Teatro del Casino, San Remo |
| Nerone               | Néró              | Arturo Rossato, Giovanni Targioni-Tozzetti                | 1935. január 16.     | Teatro alla Scala, Milánó |

### Egyéb művek
Operettek:
- Igen (Sì) (1919)

Kantáták:
- In filanda (1881)
- Alla gioia (1882)

Kórusművek:
- Canto del Lavoro (1928)

Filmzene:
- Rapsodia satanica (1917)

Alkalmi zene:
- The Eternal City (1902)
- Danza dei Gianduiotti e Giacomette (1930)
- L'apoteosi della cicogna (1930)
- La canzone del sole (1933)
- Fanfara delle diciotto Regioni d'Italia (1929)

Zenekari művek:
- Danza esotica (1891)
- Guardando la Santa Teresa del Bernini (1922)

Zongoraművek:
- Novellina (1881)
- Sulle rive di Chiaja (1883)
- Intermezzo (1888)
- Pifferata di Natale (1890)
- Tema di andante (1899)
- La gavotta delle bambole (1900)
- Un pensiero a San Francisco(1903)
- La prima bagnante (1908)
- Sunt lacrymæ rerum! (1914)
- Visione lirica: Guardando la Santa Teresa del Bernini (1923)
- Tomina (Intermezzo) (1930)

Egyházi zene:
- Ave Maria / Salve O Maria (1880)
- Pater Noster (1880)
- Messa di Gloria (1888)
- Invocazione alla Madonna (1932)
- O Roma Felix: Quae duorum principum es consacrata glorioso sanguine (1943)

Szimfonikus költemény:
- Giacomo Leopardi (1898)

Dalok:
- La tua stella (1881)
- Alla luna (1882)
- La stella di Garibaldi (1882)
- Pena d'amore (1883)
- M'ama... non m'ama (1884)
- Ballata (medievale): Bella cantiam l'amore (1884)
- Messagio d'amore (1844)
- Risveglio (1890)
- Rosa (1890)
- Allora ed ora (1891)
- Sintomi d'amore (1891)
- A Lilia (1894)
- L'addio di Palamidone (1894)
- Serenata (1894)
- Sera d'ottobre (1894)
- Ad Adelaide Cairoli (1898)
- Ascoltiamo!... (1904)
- Spes ultima (1904)
- Stornelli marini (1904)
- La luna (1912)
- Bimba bionda! (1913)
- Ballata di Maggio (1917)